# Kaiserviertel

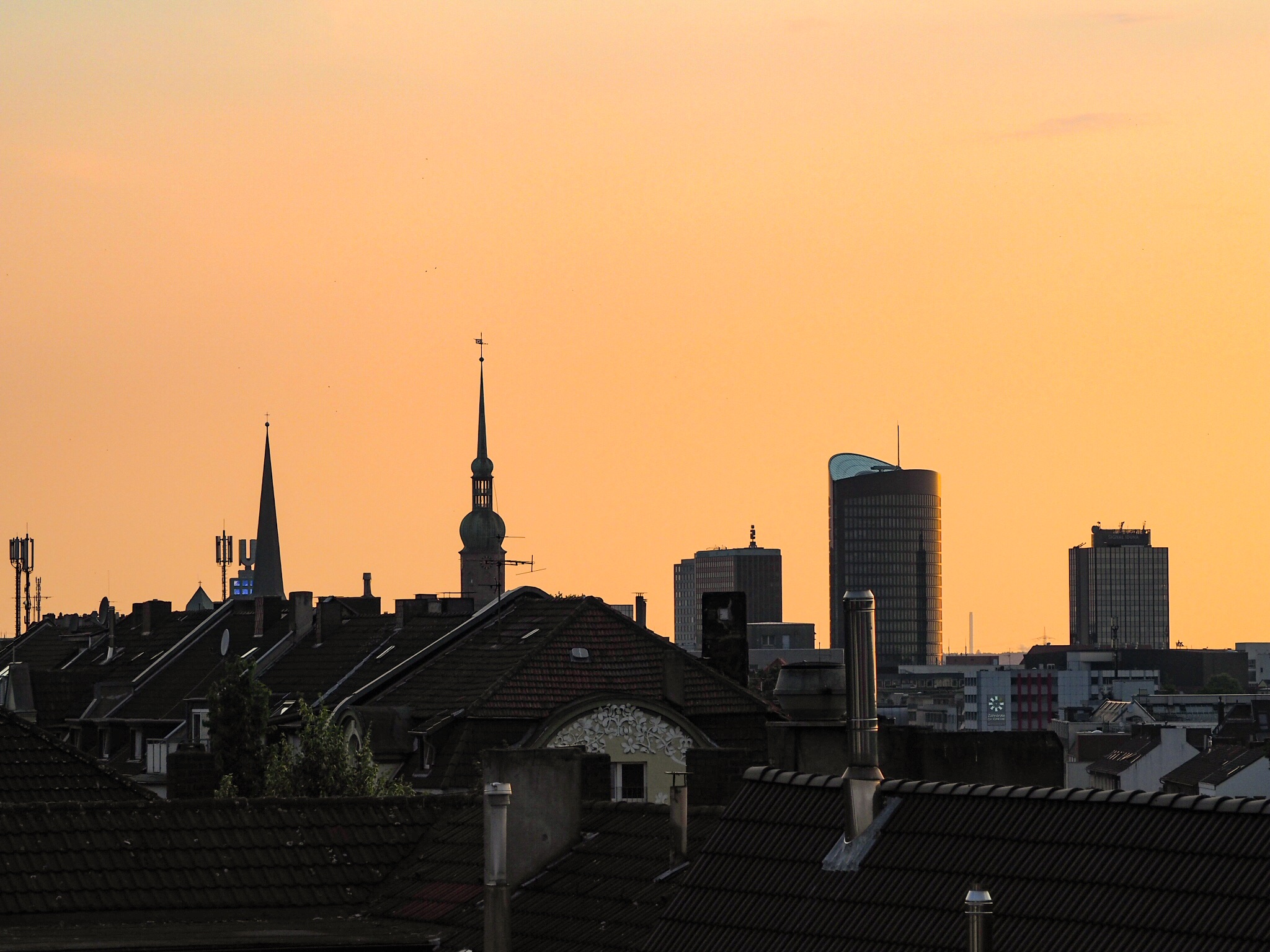
Blick auf das Kaiserviertel, im Hintergrund (von links) das Dortmunder U, Reinoldikirche, St. Petri und RWE Tower

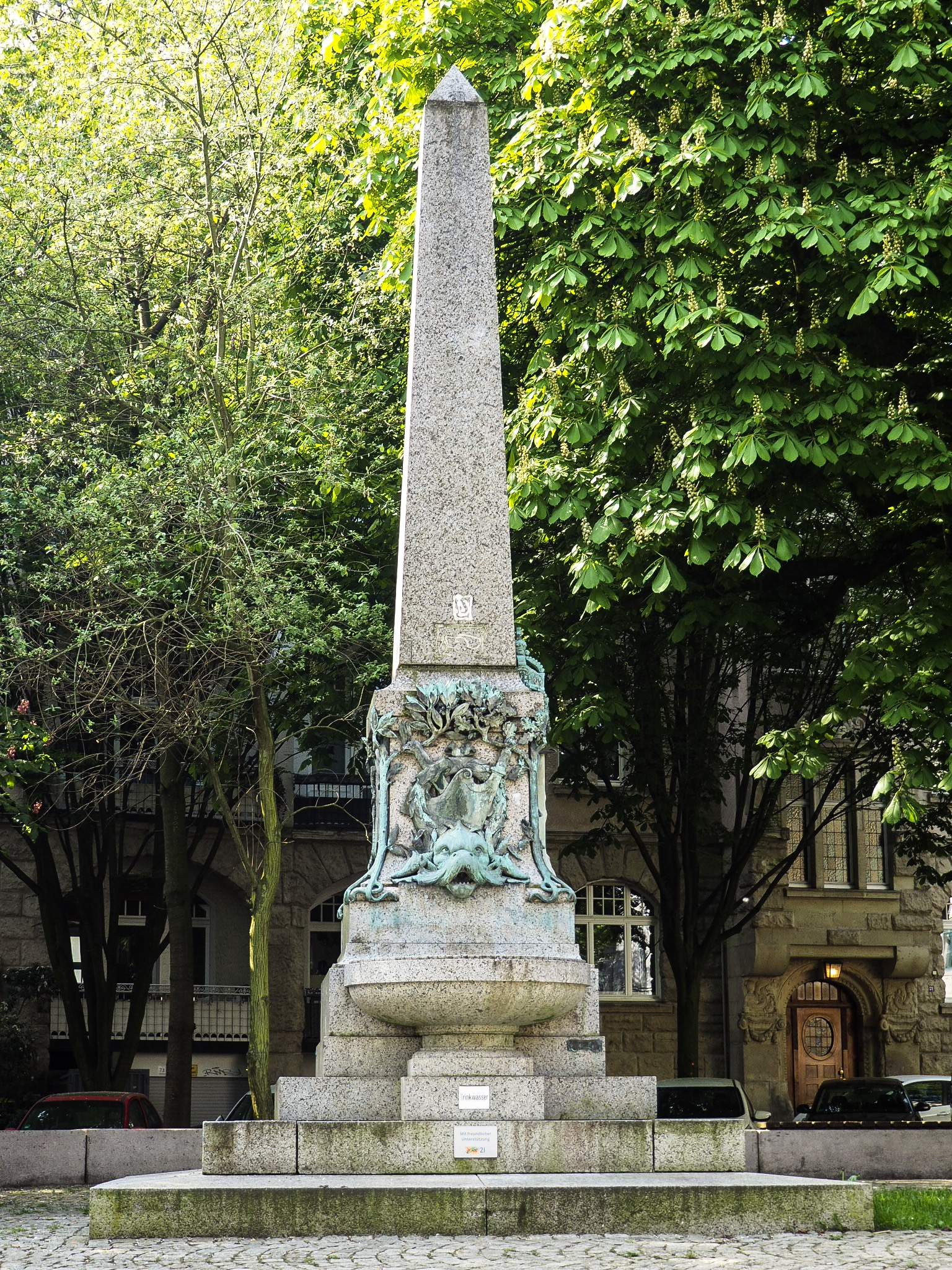
Kaiserbrunnen als Mittelpunkt des Viertels

Das Kaiserviertel ist ein Stadtviertel im Osten der Dortmunder Innenstadt.
Das Viertel befindet sich östlich der ehemaligen Wallanlagen Dortmunds und wird aufgrund der gleichnamigen Wohn- und Geschäftsstraße auch Kaiserstraßenviertel genannt. Es ist der judikative Schwerpunkt der Stadt. Neben dem Amtsgericht, dem Landgericht und der Staatsanwaltschaft sind u. a. auch das italienische Konsulat und das Landesoberbergamt hier angesiedelt. Inzwischen werden in dem Viertel im Durchschnitt die höchsten Miet- und Immobilienpreise aller innerstädtischer Wohnviertel Dortmunds erzielt.
Der historische Kaiserbrunnen und das von der Stadtmitte sichtbare Eingangsschild zur Kaiserstraße sind heute die lebendigen Mittelpunkte des Viertels mit vielen inhabergeführten Einzelhandelsgeschäften, Freiberuflern, Bars, Cafés und Restaurants.

## Lage
Das Kaiserviertel liegt im Stadtbezirk Innenstadt-Ost und gehört dort zum Statistischen Bezirk Kaiserbrunnen. Es erstreckt sich rund um die Kaiserstraße und wird im Westen durch den Beginn des Ostenhellweg, im Osten durch das Franziskanerkloster sowie im Süden durch die Bahntrasse der S-Bahn Linie S4 und in nördlicher Richtung durch die industriellen Produktionsstätten von ThyssenKrupp und dem Kraftwerk Dortmund im Spähenfelde begrenzt.
Das Viertel fungiert durch seine Lage als Bindeglied zwischen der Nordstadt im Norden und der bürgerlichen Südstadt.

## Geschichte

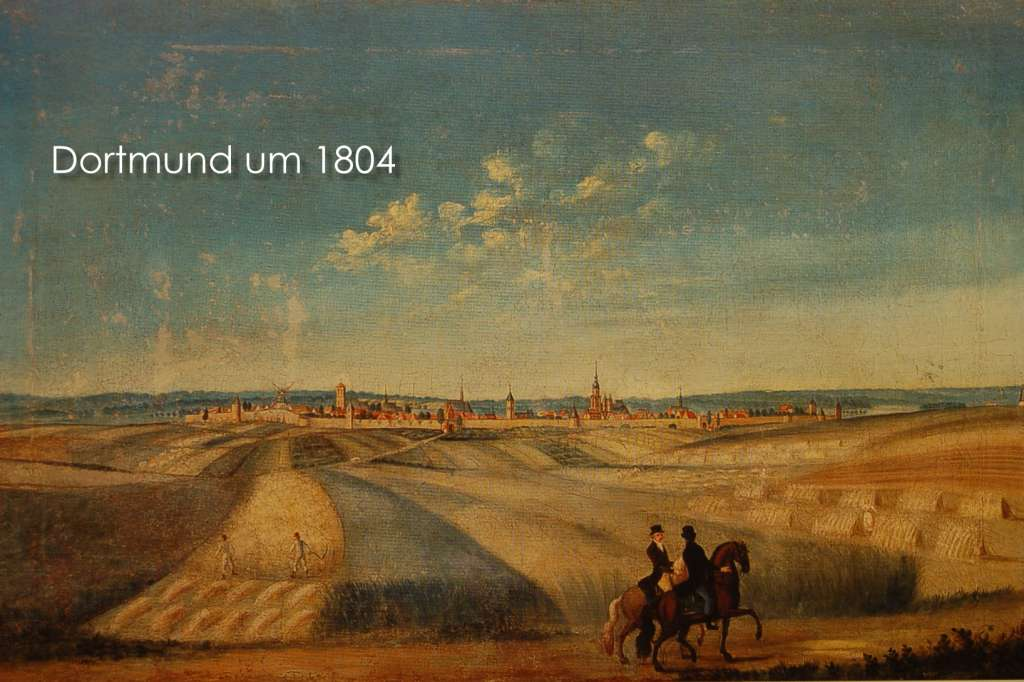
Ansicht Dortmunds von Süden 1804. Das Ostentor ist deutlich zu erkennen

Bis zu Industrialisierung war das Areal des heutigen Kaiserviertels eine weitläufige Felderwirtschaft entlang des westfälischen Hellwegs als Handelsstraße in Richtung Soest, Lippstadt und Paderborn. Vom Ostentor der Dortmunder Stadtbefestigung führte der Hellweg durch die Dortmunder Feldmark an den Flurstücken "Am Schürwege" und "Am Steinwege" entlang der ehemaligen Karlshütte und der Zeche Neu-Düsseldorf zur Funkenburg und im weiteren Verlauf zu den Dörfern in Körne, Wambel 1376 als Hylewege bi Wanemale genannt, Brackel, Asseln und anschließend Wickede weiter nach Osten, schließlich, jenseits der heutigen Dortmunder Grenze, als Massener Hellweg auf dem Stadtgebiet von Unna. Die genannten Dortmunder Stadtteile waren ehemals kleine, mehr oder minder eigenständige Orte entlang der Handelsstraße auf dem Territorium der Grafschaft Dortmund.
Die Idee zur Stadterweiterung wurde im Auftrag der Königlichen Regierung zu Arnsberg durch den Baumeister Brandhoff 1857/1858 als Fluchtlinienplan in Anlehnung an Flurstücke III. und X. der Dortmunder Feldmark durchgeführt. Dies wurde notwendig, da durch die Industrialisierung und den Bevölkerungszuwachs der Platzbedarf für Gewerbeflächen und preiswerten Wohnraum innerhalb Dortmunds nicht mehr befriedigt werden konnte.

### Industrialisierung

Bahnhof Dortmund Süd um 1900, Ansicht von der Straße Heiliger Weg

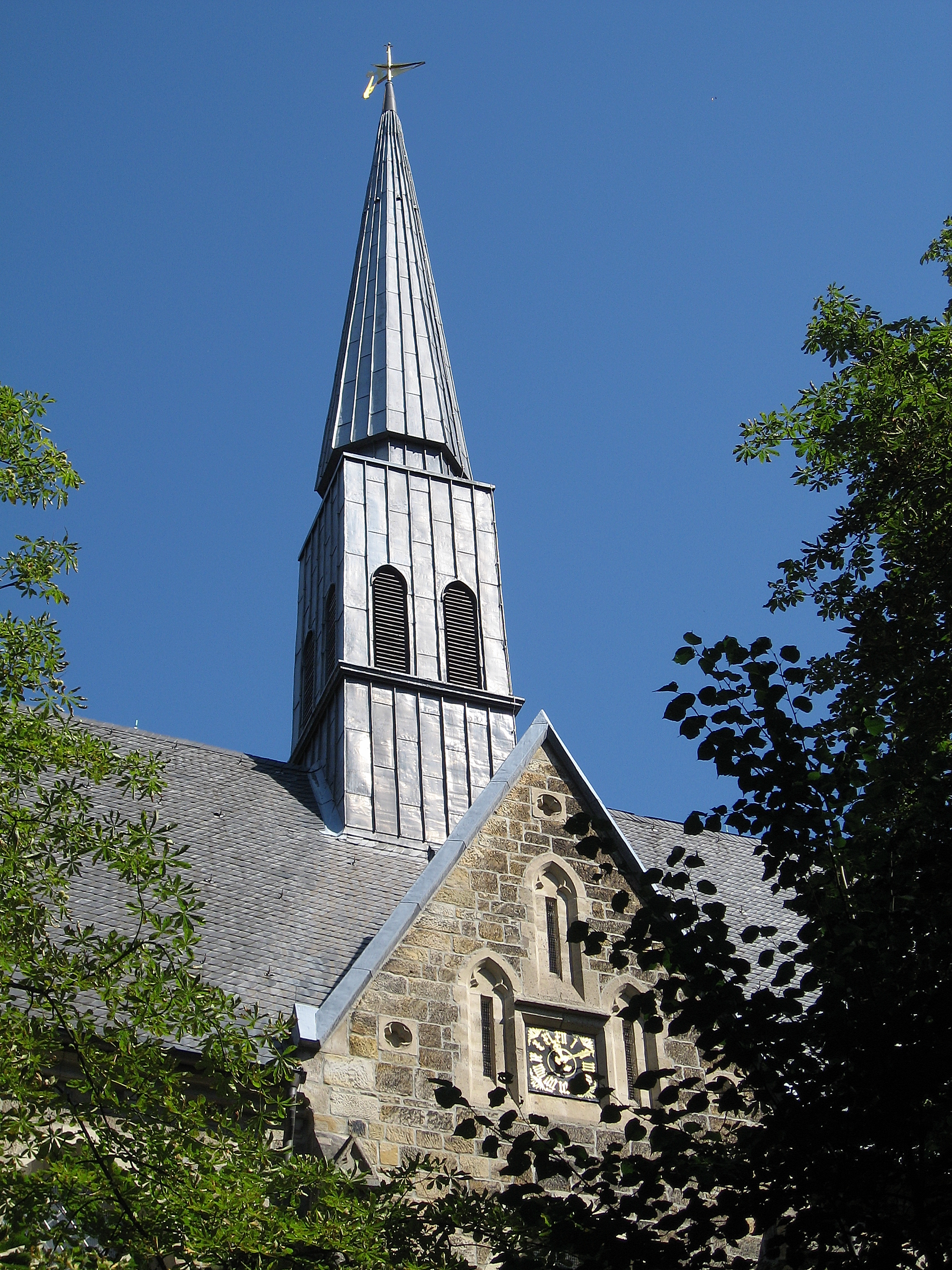
St. Franziskus, Südseite, Turm

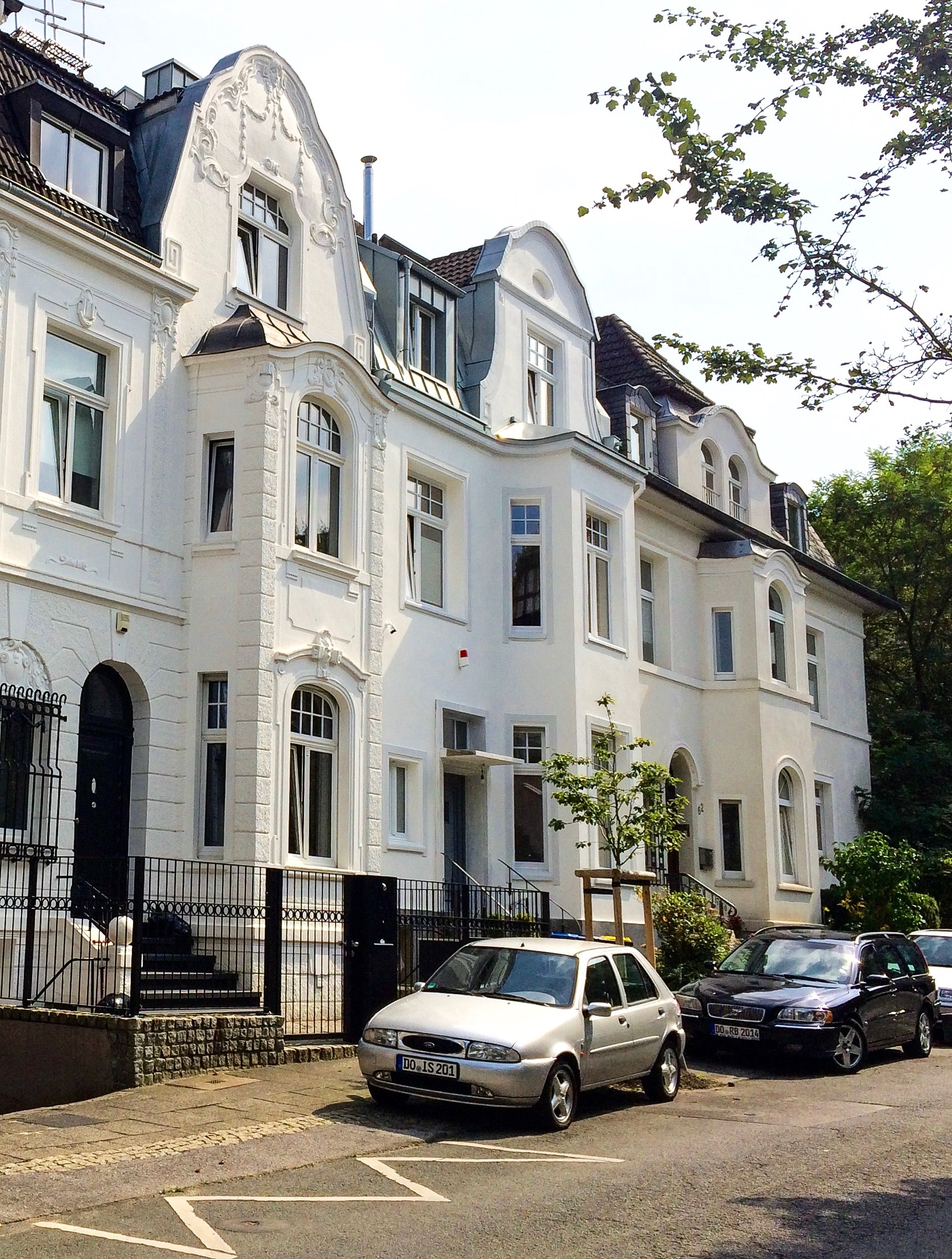
Bürgerhäuser im Kaiserviertel, Bismarckstraße

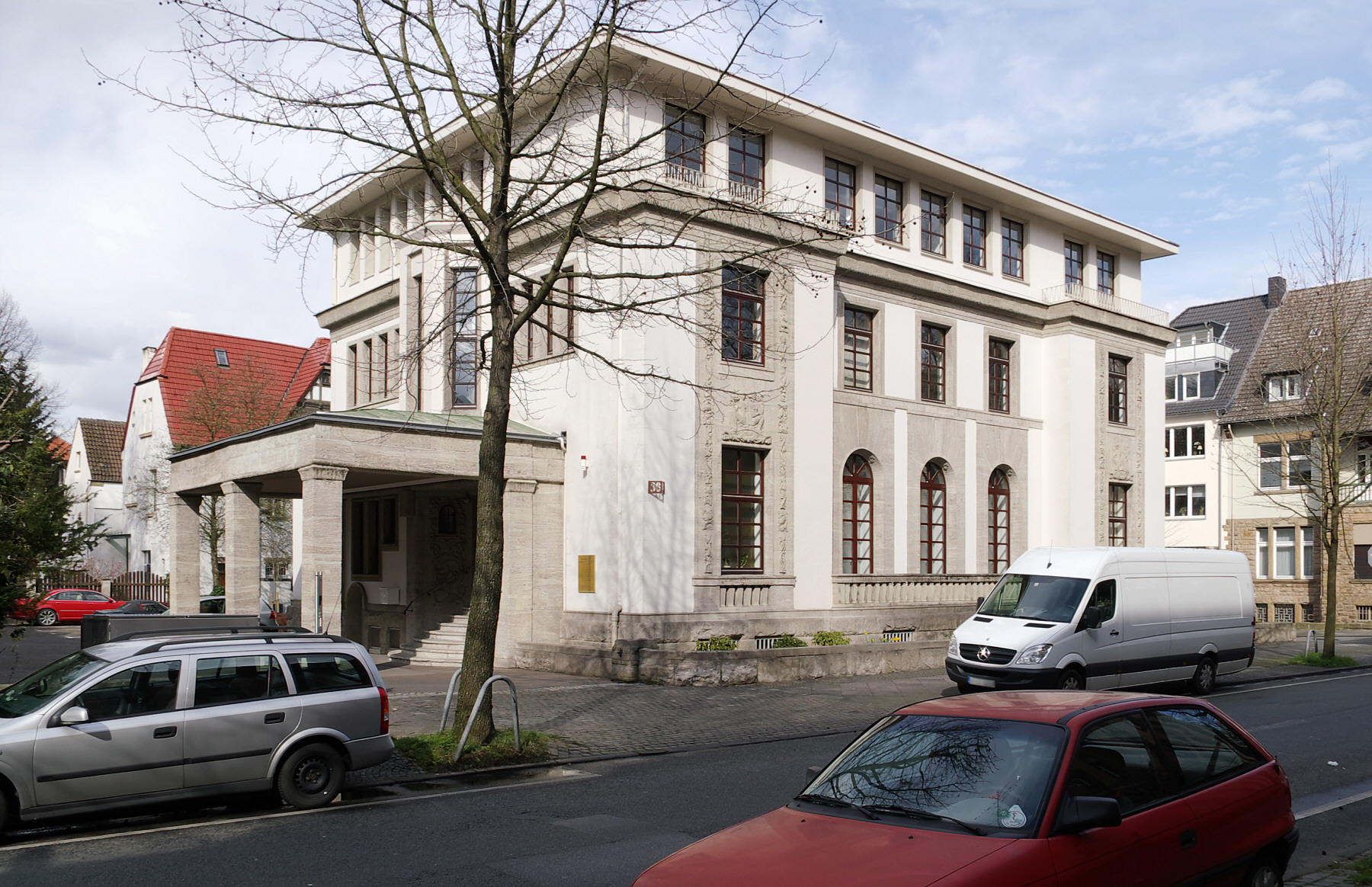
Villa Moritz Klönne

Während des industriellen Aufschwungs der Stadt Dortmund entwickelte sich das Viertel zur bevorzugten Wohnlage Industrieller und Unternehmer. Rund um den Kaiserbrunnen entstanden repräsentative Wohnhäuser sowie das Landgericht 1879–1881 entlang der Kaiserstraße, das Amtsgericht 1898 mit angeschlossener Justizvollzugsanstalt in der Gerichtsstraße (ehem. Holländische Straße) und das Landesoberbergamt. Beschleunigt wurde die Entwicklung des Viertels durch den Bau des Bahnhof Dortmund Süd entlang der Bahnstrecke Düsseldorf-Derendorf–Dortmund Süd.
Im östlichen Quadranten des Südbahnhofs entstand 1876 der ca. 16 Hektar große Ostpark als parkähnliche Grünanlage. Dieser wurde als zweiter städtischer Friedhof nach dem „Westentotenhof“, dem heutigen Westpark, eingerichtet. Diese zweite Friedhofsanlage steht im Zusammenhang mit dem rapiden Bevölkerungswachstum im Zuge der Industrialisierung des Ruhrgebiets. Während bei der Gründung des Westentotenhofs 1811 etwa 4.000 Menschen in Dortmund lebten, waren es 1876 über 50.000. Die erste Beisetzung fand am 1. April 1876 statt. Im direkten Umfeld des Ostenfriedhofs siedelten sich auch viele Familien, die eine bestimmende Rolle in Industrie und Wirtschaft der Stadt spielten an. In der Hochphase der Montanindustrie erwarben diese Familien große Vermögen, was sich in den eindrucksvollen Grabanlagen widerspiegelt.
Die herkömmlich protestantische Stadt Dortmund erlebte hierdurch einen starken Zuzug katholischer Neubürger. Die Propsteikirche reichte für Gottesdienst und Seelsorge bald nicht mehr aus. Daher kamen im Jahre 1895 Franziskaner (OFM) der Sächsischen Franziskanerprovinz (Saxonia) nach Dortmund und hielten Gottesdienste in einer kleinen Kapelle an der Hamburger Straße. Im Jahr 1896 wurde das Baugelände für Klostergebäude und Kirche erworben. Der Dortmunder Architekt Johannes Franziskus Klomp entwarf eine dreischiffige Basilika im neugotischen Stil mit einem zweijochigen, einschiffigen Chor. Nach Fertigstellung des Klosters wurde 1901 mit dem Kirchbau begonnen. Die Kirchweihe konnte am 13. Juni 1902 gefeiert werden.
Aufgrund seiner Lage zu großen industriellen Produktionsstätten von ThyssenKrupp und dem Kraftwerk Dortmund im Spähenfelde sowie den beiden Güterbahnhöfen im Süden und Norden wurde das Viertel im Zweiten Weltkrieg stark zerstört. Ein großer Teil der Gebäude entlang der Hauptverkehrsstraßen Heiliger Weg und Hamburger Straße und rund um das Gefängnis wurde zerstört und teilweise modern oder nicht wieder aufgebaut. Im südlichen Abschnitt des Viertels ist die Bebauungsstruktur jedoch stark divergent und besitzt ab der Kronprinzenstraße und dem Franziskanerkloster einen hohen Altbauanteil.
Im Jahre 1956 wurde das jüdische Gemeindezentrum mit Synagoge an der Prinz-Friedrich-Karl-Straße eröffnet. Es diente als Ersatzbau für die Alte Synagoge im Stadtzentrum, welche als eine von wenigen jüdischen Gemeinden in Deutschland noch vor den Novemberpogromen 1938 ihres Besitzes enteignet und abgerissen wurde.
Aufgrund des judikativen Schwerpunktes, der günstigen Verkehrsanbindung und seiner städtebaulichen Struktur mit einem hohen Bestand an Jugendstilbauten und Stadtvillen entwickelte sich das Kaiserviertel nach dem Zweiten Weltkrieg zu einem attraktiven Umfeld für Anwalts- und Notarskanzleien und für Versicherungen. Im Viertel selbst befinden sich außerdem die Konsulate von Italien und Südafrika.

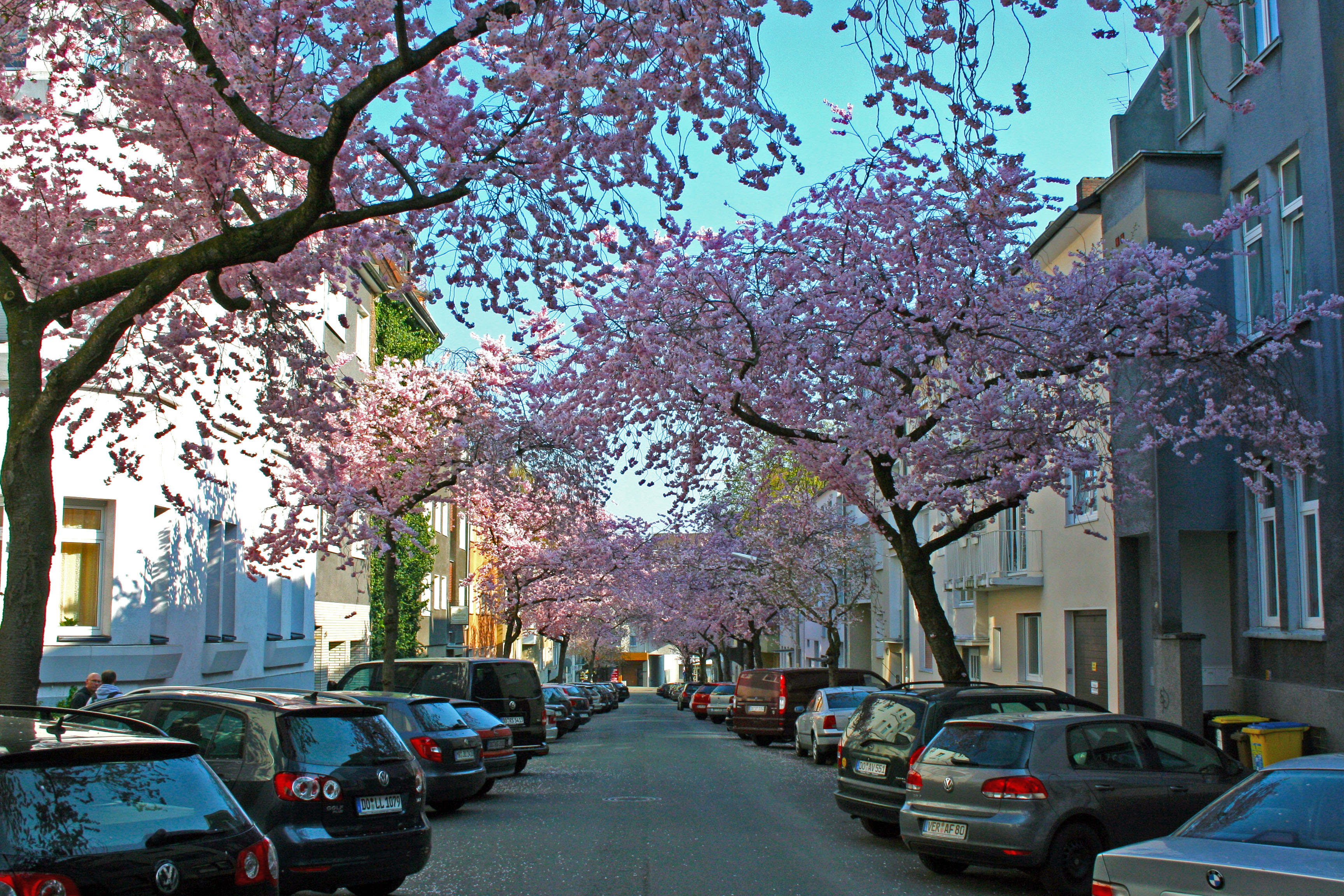
Kirschblüten in der Moltkestraße

Es folgten Unternehmer und Dienstleister mit neuen Geschäftsideen und einem breiten Gastronomieangebot. Heute gibt es bei Bewohnern, Architektur, Geschäften und Gewerbe einen Mix aus Alt und Neu und machen das Viertel zu einem beliebten Wohnviertel – steigende Mieten und eine wachsende Zahl von Galerien, Restaurants und Cafés zeugen davon.
Aufgrund der Beliebtheit des Wohnstandorts und der fortschreitenden Reurbanisierung wurde im Norden das sogenannte City Quartier entwickelt. In der Vergangenheit befanden sich entlang der Hamburger Straße im Wesentlichen Bahn- und Gleisanlagen als Güterbahnhof-Ost sowie das Verlagshaus und die Druckerei des General-Anzeiger für Dortmund, der vor dem Zweiten Weltkrieg die größte deutsche Tageszeitung außerhalb Berlins war. Die Entwicklung des neuen Dortmunder Stadtquartiers wurde im Jahr 2011 von Stadtplanern, Architekten, Projektentwicklern und Immobilieninvestoren sukzessive vorangetrieben. Aufgrund seiner zentralen Lage und der zum Großteil vorstädtischen Bebauung mit Ein- und Zweifamilienhäusern wurde das Neubauprojekt jedoch in Fachkreisen stark kritisiert. Aufgrund der starken Kritik wurde in der Bauleitplanung für das südliche Pendant, dem Bauprojekt Güterbahnhof-Süd, auf eine großstädtischere, urbanere Stadtplanung geachtet.

## Architektur

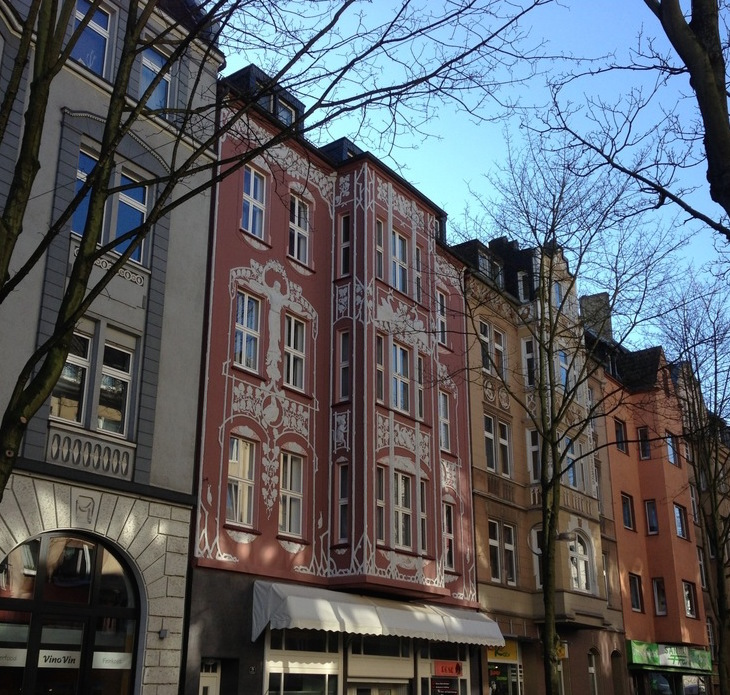
Typische Gründerzeitbebauung entlang der Kaiserstraße

Das Kaiserviertel ist durch eine dichte, geschlossene Blockrandbebauung rund um die beiden Gerichte sowie entlang der Kaiserstraße geprägt. Im südlichen Abschnitt zwischen der Prinz-Friedrich Karl-, Kronprinzen und der Arndtstraße mit der östlichen Begrenzung Bismarckstraße wurde ab 1900 das Konzept der Landhausstraßen verwirklicht. Geplant und gebaut wurden eine offene Bebauung mit Einzelgebäuden oder Gebäudekomplexen mit einer Gesamtfrontlänge von maximal 40 Metern mit einem seitlichen Abstand zum Nachbarn. Einschränkungen gab es hierbei durch die begrenzten Grundstücksflächen, die nur relativ kleine Ziergärten zuließen.
Der Gesamteindruck des Kaiserviertels wird von Altbauten aus der Jahrhundertwende des 19./20. Jahrhunderts geprägt. Diese besitzen entlang der Hauptverkehrsstraßen typischerweise fünf bis sechs Obergeschosse und ein Dachgeschoss, in den Seitenstraße hingegen maximal 3 Geschosse. Im Zweiten Weltkrieg wurde das Kaiserviertel weniger stark getroffen als die Nordstadt und das Stadtzentrum, aber ebenfalls zu etwa 50 bis 70 % zerstört. Noch heute lässt sich in den Straßenzügen gut erkennen, wo die Bomben fielen, da sich die architektonisch stark unterschiedlichen Vor- und Nachkriegsbauten teilweise unmittelbar abwechseln. Stilprägendes Beispiel ist hierbei die Bismarckstraße; während im unteren nördlichen Abschnitt nur drei Wohngebäude die Luftangriffe des Zweiten Weltkrieges überstanden haben, sind im oberen südlichen Abschnitt nahezu alle Altbauten erhalten geblieben.

## Kultur

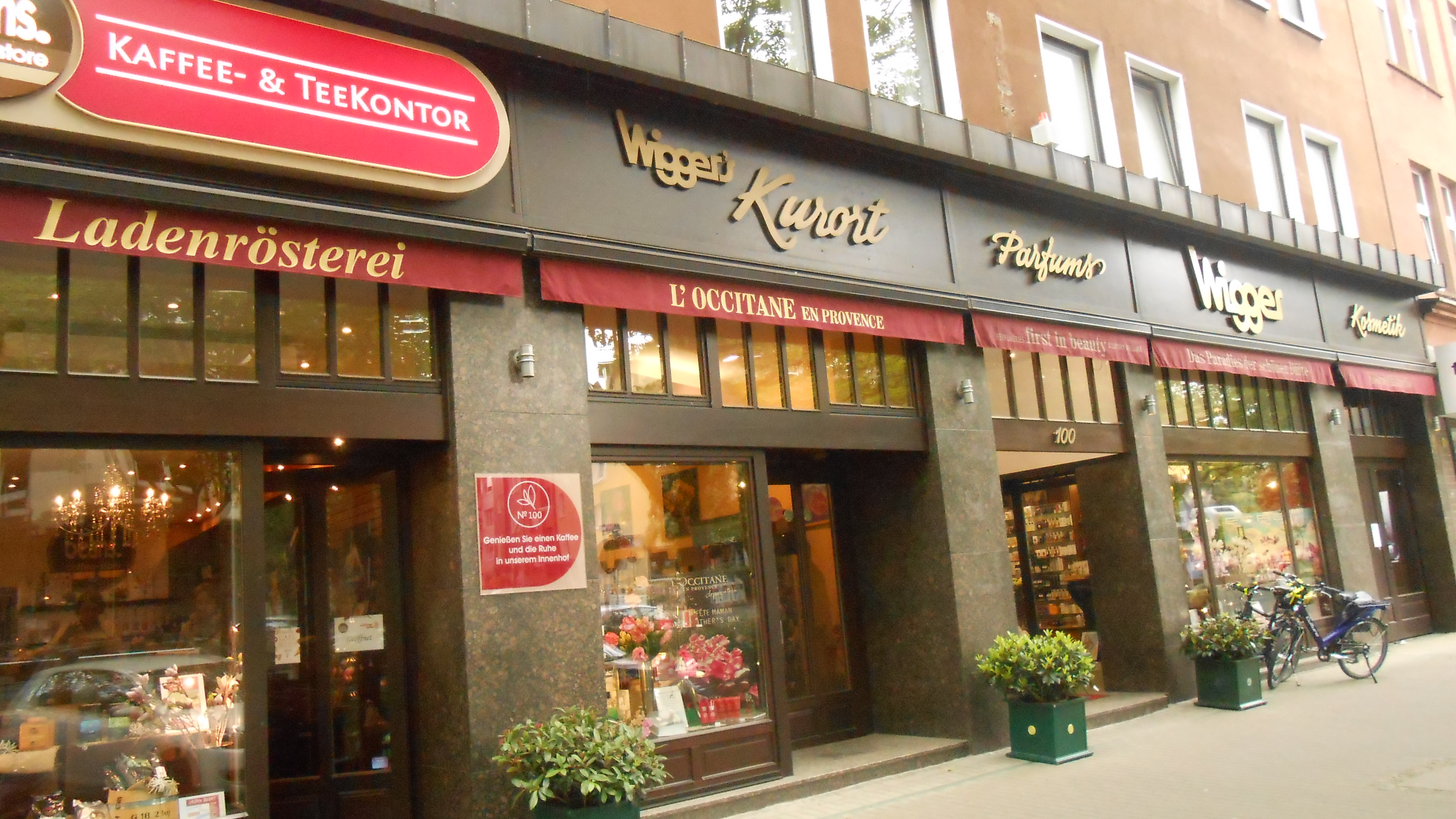
Typische Ladenzeile entlang der Kaiserstraße

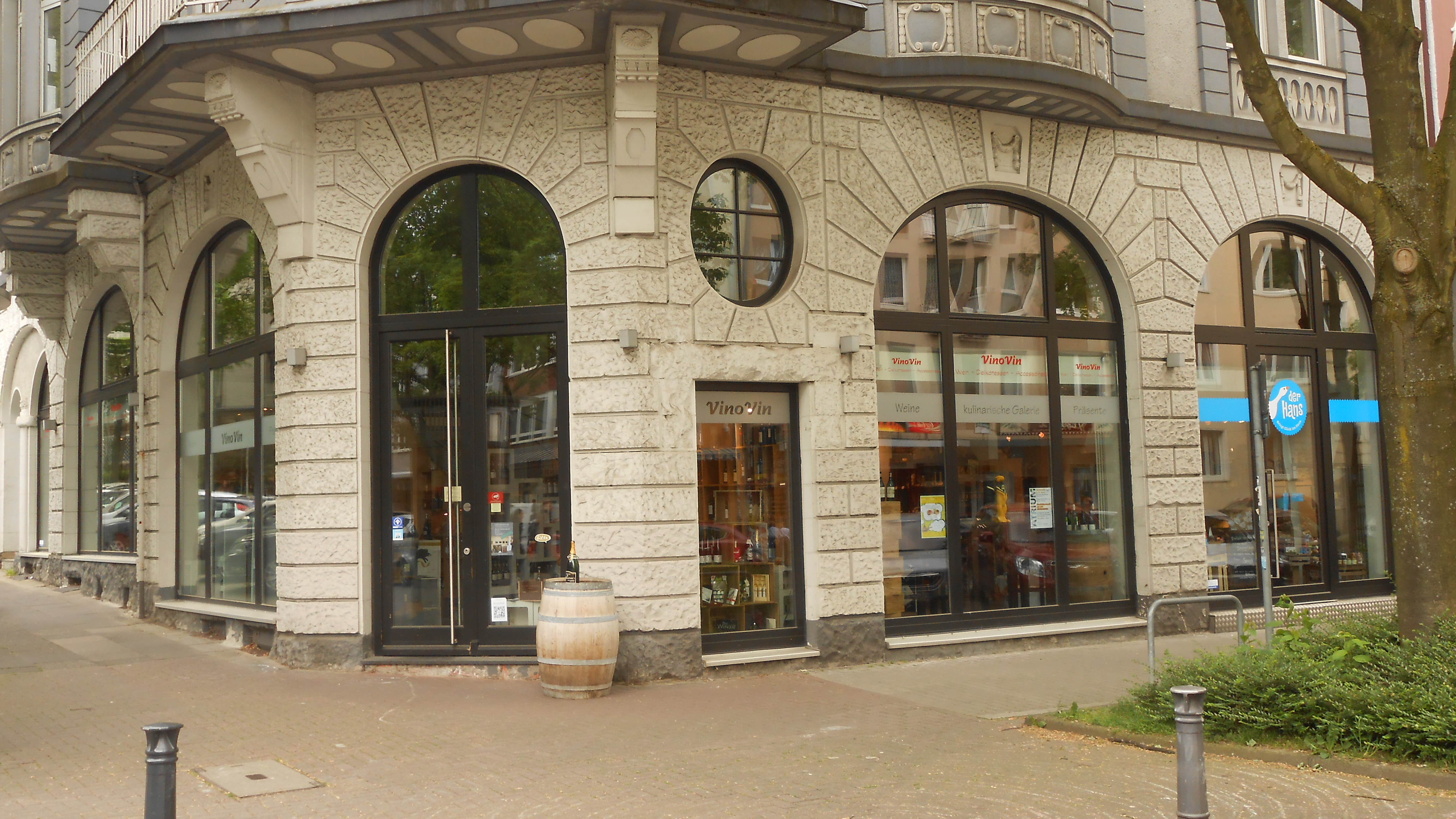
Eckgeschäft Kaiserstraße/Goebenstraße

Das Milieu im Kaiserviertel ist bürgerlich-akademisch geprägt. Anders als im Kreuzviertel finden hierdurch im Viertel selbst keine Gentrifizierungsprozesse statt. Dies liegt in dem Jahrhunderten alten Judikativen Schwerpunkt und der Bebauungsstruktur in Form von Stadtvillen begründet. Im Stadtviertel macht sich dies durch eine vielfältige Szene von Cafés und Kneipen, vielfach mit Außengastronomie, bemerkbar.
Einmal im Jahr, jeweils am letzten Wochenende des Septembers, findet auf der Kaiserstraße das Viertelfest "Kaiserstraßenfest" statt. Gestartet als Veranstaltung für den Einzelhandel der Werbegemeinschaft Kaiserstraße e.V vor mehr als 30 Jahren, bei der die Läden des Viertels zum Shoppen und Stöbern einluden und ihre Öffnungszeiten bis in die späten Abendstunden verlängerten, entwickelte sich das Fest schnell zu einem Ereignis, das weit über die Grenzen des Stadtviertels hinausstahlt. Es ist das größte und eines der ältesten Stadtteilfeste in Dortmund.
Die Kaiserstraße ist Standort von zwei öffentlichen Bücherschränken. In diese kann jeder Bürger seine Bücher einstellen, um sie anderen Lesern anzubieten; er darf auch jederzeit Bücher entnehmen. Der Verein «Kunst und Kultur im Kaiserviertel» hat im Viertel zur Realisierung des Projektes Büch beigetragen. Platziert sind die auch optisch ansprechenenden Schränke in unmittelbarer Nähe von zwei Cafés, was in den Sommermonaten zu einem regen Austausch der Bücher führt.
In den letzten Jahren ist entlang der Kaiserstraße eine sehr abwechslungsreiche Gastronomiemeile mit verschiedensten lukullischen Angeboten entstanden.

## Initiativen
Seit 2015 hat sich die Nachbarschaftsinitiative KA!SERN  zum Ziel gesetzt hat, das Kaiserviertel rund um die Kaiserstraße noch schöner zu machen. Die Themenschwerpunkte sind Nachhaltigkeit & Mobilität, Kultur und Nachbarschaft. Die Initiative unterhält eine Anlaufstelle.

## Verkehr
Am Südrand des Kaiserviertel befindet sich der Bahnhof Körne-West, an dem die zwischen Dortmund-Lütgendortmund und Unna verkehrende S-Bahn-Linie S 4 hält. In Planungen der Stadt Dortmund zur Bebauung des ehemaligen Güterbahnhof-Süd wird ein eigener S-Bahnhof entlang der Kronprinzenstraße angestrebt.
Auf der Hamburger Straße verkehrt die Stadtbahnlinie U 43 mit den Haltestellen Ostentor, Lippestraße,
Funkenburg und Von-der-Tann-Straße.
Zusätzlich wird das Viertel durch die Buslinien 452 und 453 der DSW21 erschlossen.

## Sehenswürdigkeiten

### Landesoberbergamt

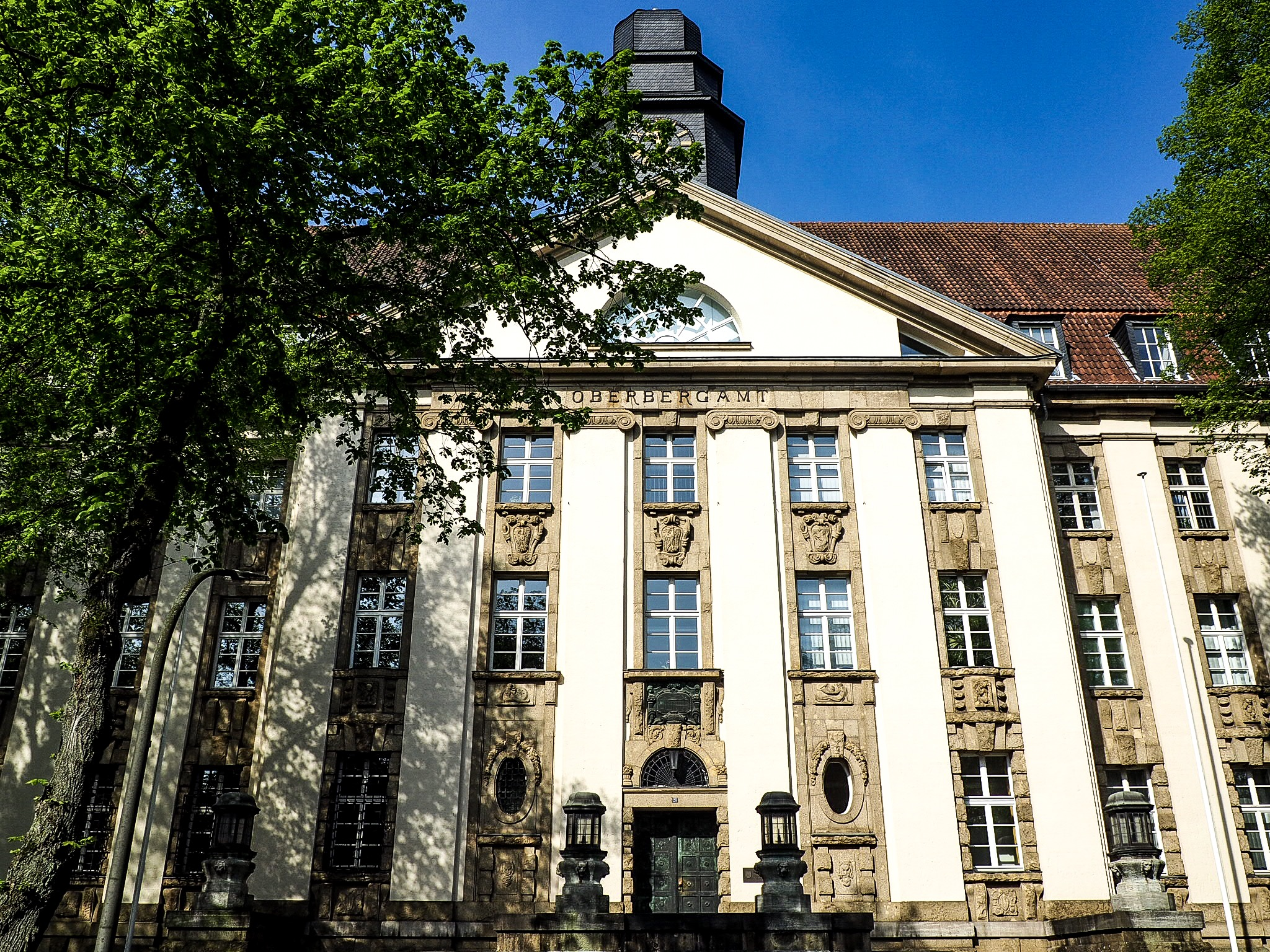
Portalansicht des Landesoberbergamts

Dieses Gebäudeensemble wurde gemeinsam vom Regierungsbaumeister Behrendt und dem Dortmunder Baurat Claren entworfen und 1910 bezogen. Es handelt sich um ein repräsentatives, dreigeschossiges Bauwerk mit einem Seitenflügel und einem schiefergedeckten Uhrenturm. Dieses Gebäude wurde im Zweiten Weltkrieg stark beschädigt, konnte aber annähernd unverändert wieder aufgebaut werden.

### Ostpark

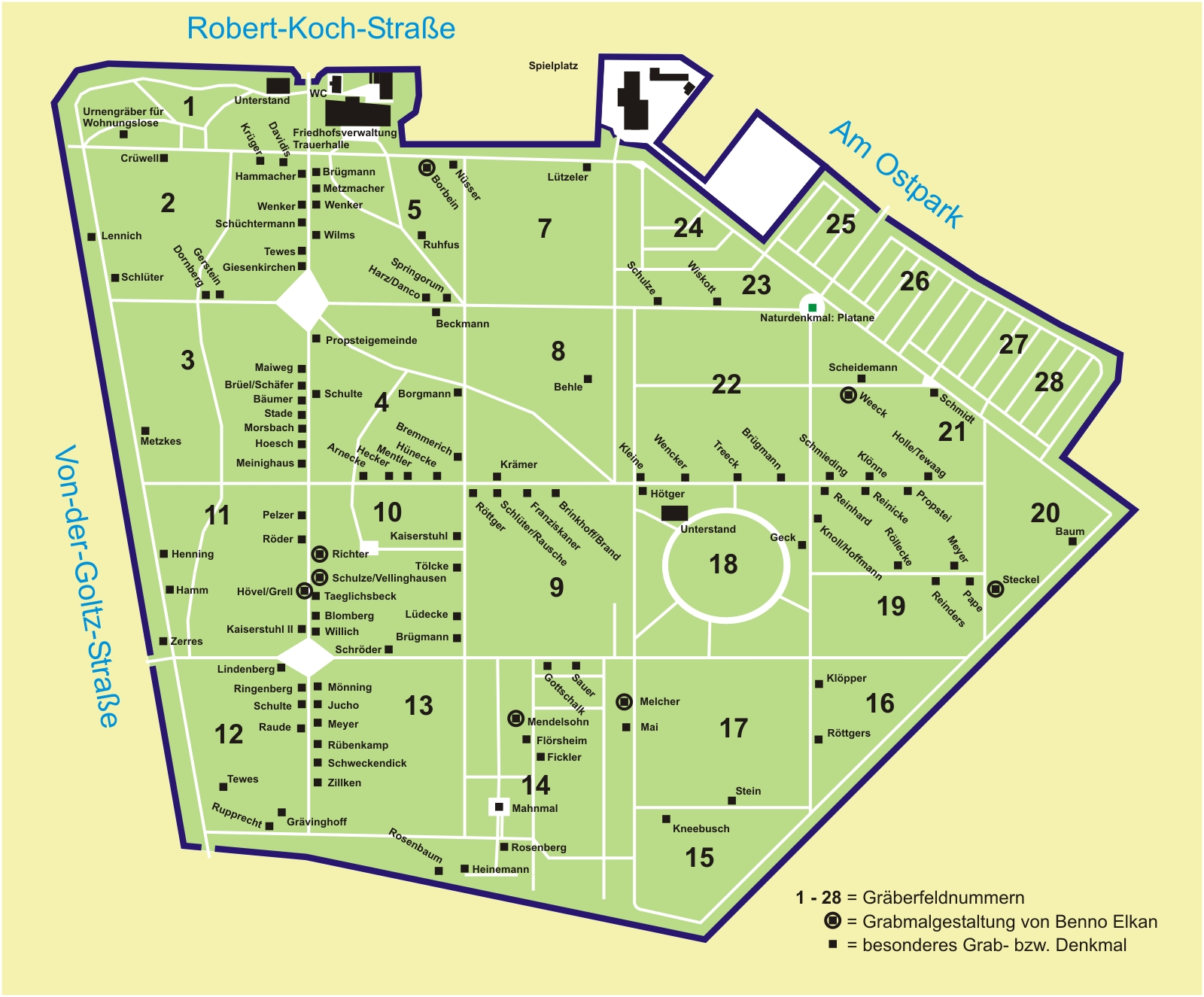
Übersichtskarte Ostpark

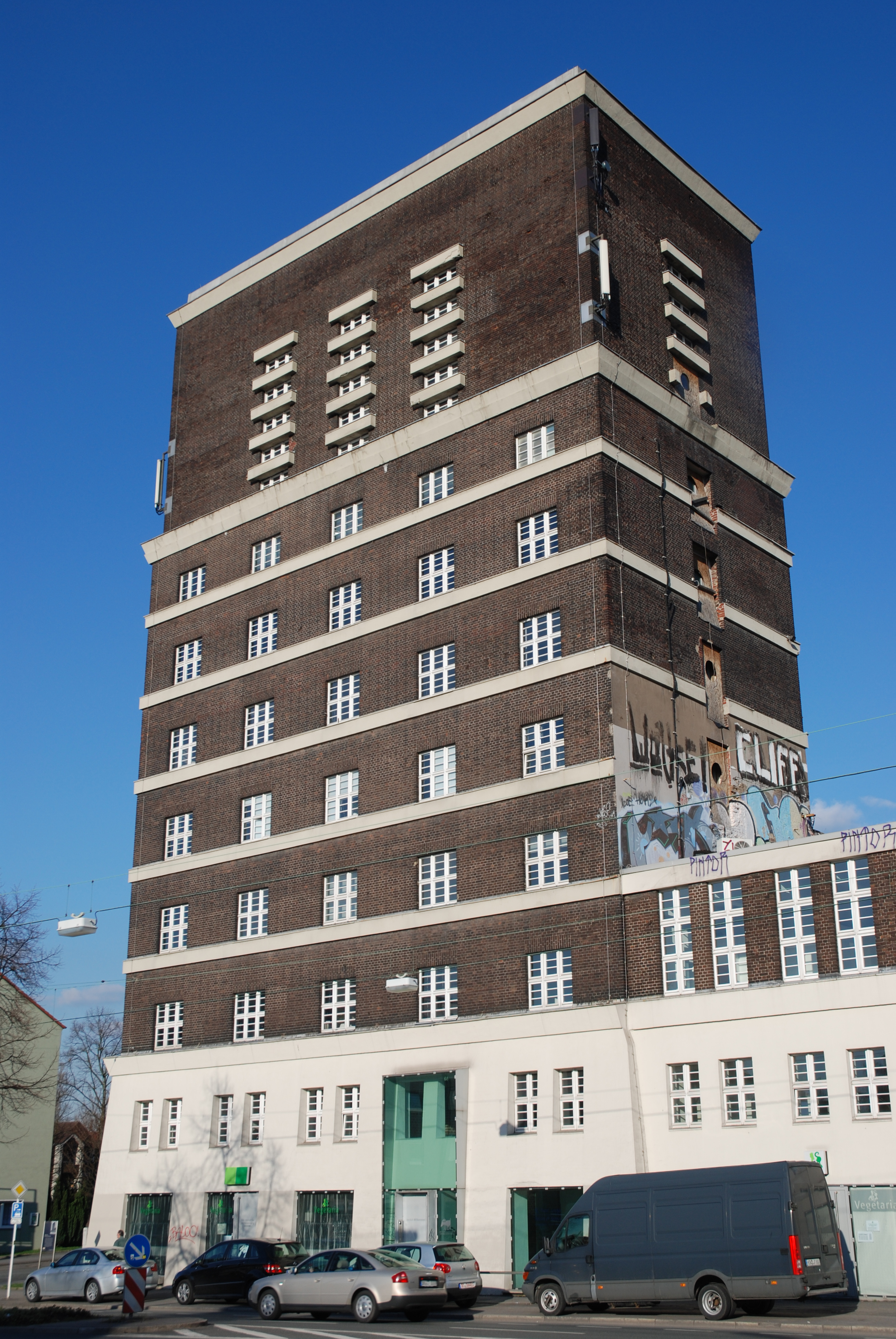
Wasserturm, Heiliger Weg

Der Ostfriedhof, der für seine zahlreichen historischen Grabstätten bekannt ist, gilt als einer der schönsten Friedhöfe Deutschlands. Die Trauerhalle und die Verwaltung mit Wohnhaus am Haupteingang stammen aus der Gründungsphase des Friedhofs und stehen ebenso wie fast 100 Gräber unter Denkmalschutz. Zahlreiche zum Teil recht monumentale und aufwändige Grabanlagen finden sich entlang der Hauptachse, die vom Haupteingang Richtung Süden verläuft. Zwei Gedenkstätten erinnern auf dem Ostfriedhof an zwei Grubenunglücke, die sich auf den Zechen Kaiserstuhl I und Kaiserstuhl II ereignet haben.
Bei einer Schlagwetterexplosion auf Schacht I der Zeche Kaiserstuhl am 19. August 1893 starben 61 Bergleute. 48 Unglücksopfer wurden auf dem Ostfriedhof bestattet (Feld 10). Das Denkmal aus rotem Sandstein ist antiker Tempelarchitektur nachempfunden. Dahinter stehen Gusstafeln, die auf kleinen Rundsäulen angebracht sind und Namen und Geburtsdatum der verunglückten Bergleute tragen.
Nicht weit entfernt erinnert eine weitere Gedenkstätte an die 19 Bergleute, die am 22. Dezember 1897, nur vier Jahre später, auf Schacht II ebenfalls durch eine Schlagwetterexplosion ums Leben kamen. Das Denkmal besteht aus einer aufrecht stehenden Steinplatte (Stele), hinter der die Gräber für die Toten angelegt wurden (Feld 11).

### Wasserturm Südbahnhof
Der Wasserturm des Dortmunder Südbahnhofs ist ein Wasserhochbehälter des ehemaligen Bahnbetriebswerks Dortmund Süd. Er wurde zwischen 1923 und 1927 von der Deutschen Reichsbahn errichtet und versorgte bis in die 1950er Jahre Dampflokomotiven mit Kesselspeisewasser.

### Präsidentensiedlung / Kaiserblock
Die Präsidentensiedlung ist ein typisches Beispiel für den staatlich geförderten Wohnungsbau, der in der zweiten Hälfte der 1920er Jahre eine Blüte in Deutschland erlebte. Östlich der Dortmunder Innenstadt gelegen, entstanden im Stil des Neuen Bauens 650 Wohnungen, die den Bedarf an fehlendem Wohnraum quer durch alle Schichten bedienten. Demnach variieren die Wohnungsgrößen stark; einige Wohnungen weisen bis zu 160 m², die Mehrzahl jedoch um die 60 m² auf. Bei der vorwiegend viergeschossigen Bebauung – mit Trockenböden auf fast kompletter Geschossfläche – handelt es sich um eine große, weitgehend typisierte Wohnanlage ihrer Zeit.

### Villa Friemann
Für den Leiter der Dortmunder Filiale des Zwickauer Herstellers für Bergbauzubehör Friemann & Wolf, Hugo Friemann, wurde kurz nach 1900 eine repräsentative Gründerzeitvilla errichtet. Der von dem Dortmunder Architekten Ernst Marx entworfene Bau mit einem ungewöhnlich hohen Sockelgeschoss sowie zwei Hauptgeschossen wird von dem groß dimensionierten Säulenportikus an der Straßenseite dominiert. Der abschließende Dreiecksgiebel enthält eine vollplastisch gearbeitete Frauenfigur als Allegorie der Industrie, umgeben von Werkzeugen und Maschinenteilen des Hüttenwesens und Bergbaus, wobei die Grubenlampe nicht fehlen darf.
Während das Mansardwalmdach nach Kriegszerstörung in vereinfachter Form wiederaufgebaut wurde, blieb der Hauptbaukörper nahezu unverändert. Der Haupteingang befindet sich wie das Treppenhaus an der rechten Seite des Hauses, unweit der heute verschwundenen Dienstgebäude, während sich links ein polygonaler Vorbau am Hauptgeschoss anschließt.

### Villa Moritz Klönne
Das in unmittelbarer Nachbarschaft des prunkvollen Oberbergamtes gelegene Haus des bedeutenderen der beiden Söhne von August Klönne wurde 1922/23 von Emil Pohle und seinem damaligen Büropartner Adolf Ott errichtet. Ursprünglich besaß es ein hohes Walmdach, das nach dem Zweiten Weltkrieg durch ein weiteres Geschoss ersetzt wurde. Die Fassaden sind in hellem Muschelkalk ausgeführt und mit Ornamentfriesen und Reliefs des Darmstädter Bildhauers Ludwig Habich geschmückt. Während an der Prinz-Friedrich-Karl-Straße zwei risalitartig hervorgehobene Seitenachsen die dreiteilige Mitte hervorheben, befindet sich an der rechten Schmalseite eine groß dimensionierte, überdachte Vorfahrt, unter der sich der aufwendige, trichterförmige Eingang befindet. Über ein rundes, mit Marmorboden und expressivem Stuckgewölbe ausgestattetes Vestibül gelangt man in den saalgroßen Salon des Erdgeschosses mit angeschlossenen Herren- und Damenzimmern.

## Bildergalerie

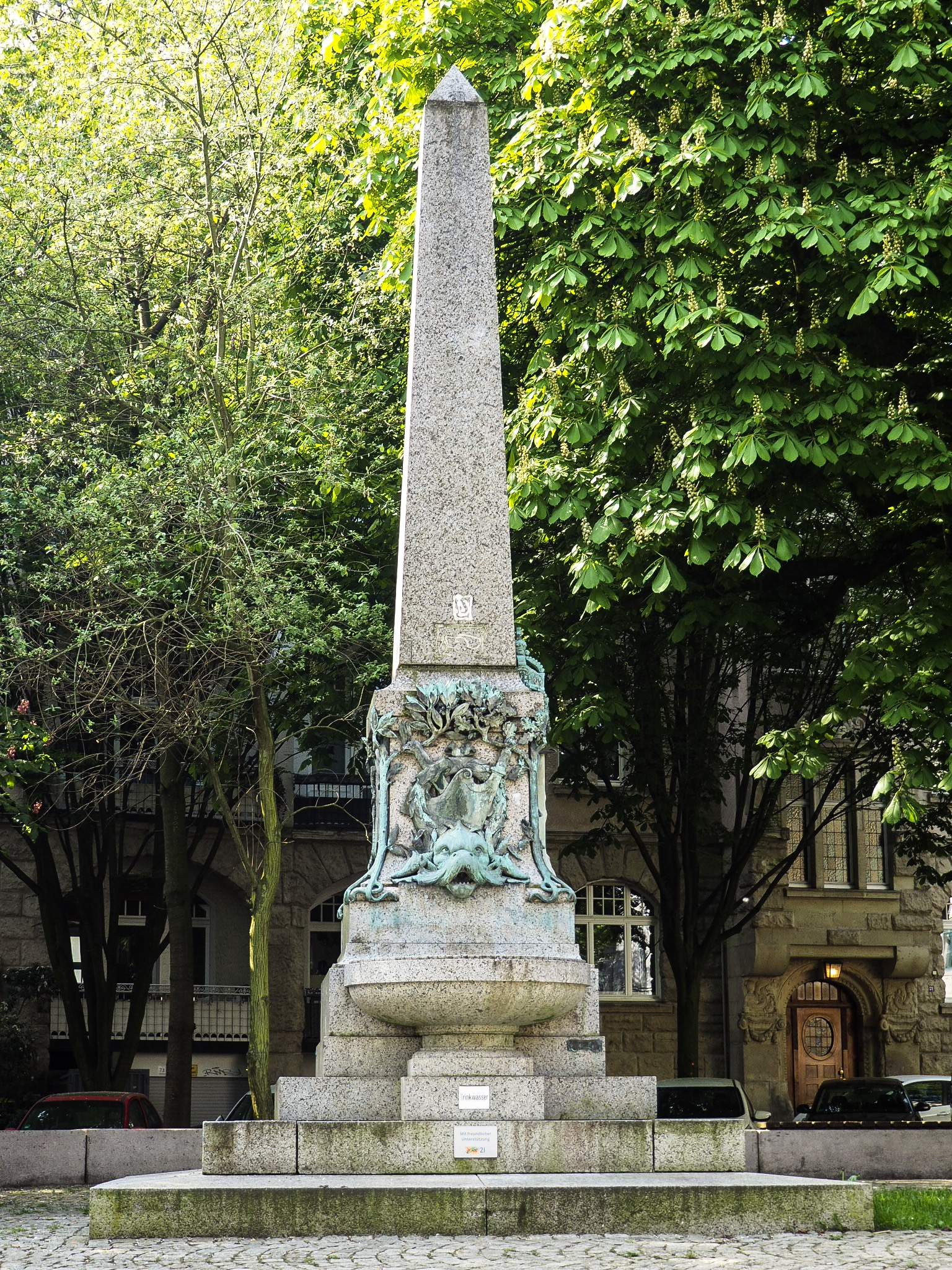
Kaiserbrunnen
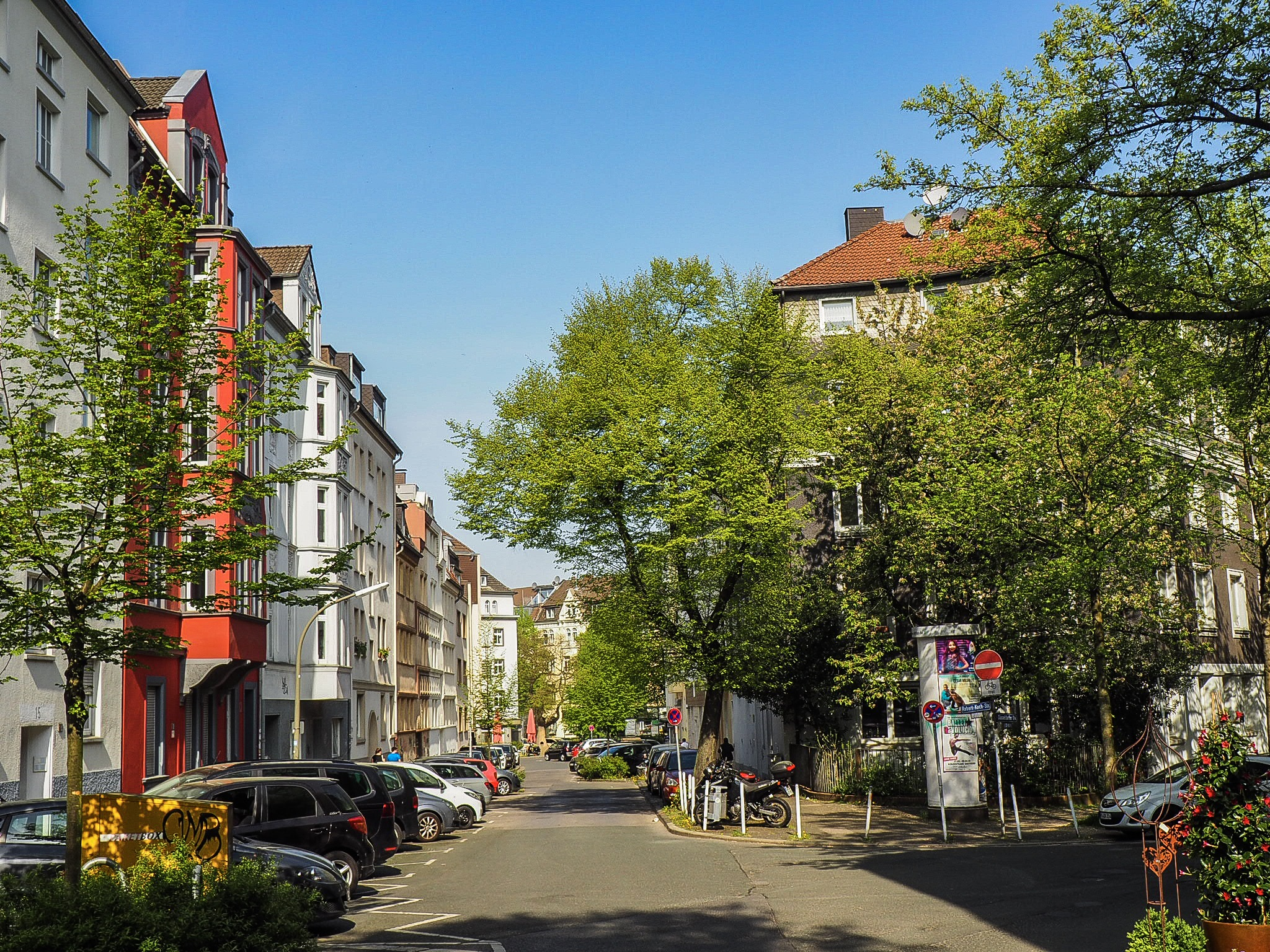
Robert-Koch Straße, in Blickrichtung Kaiserstraße
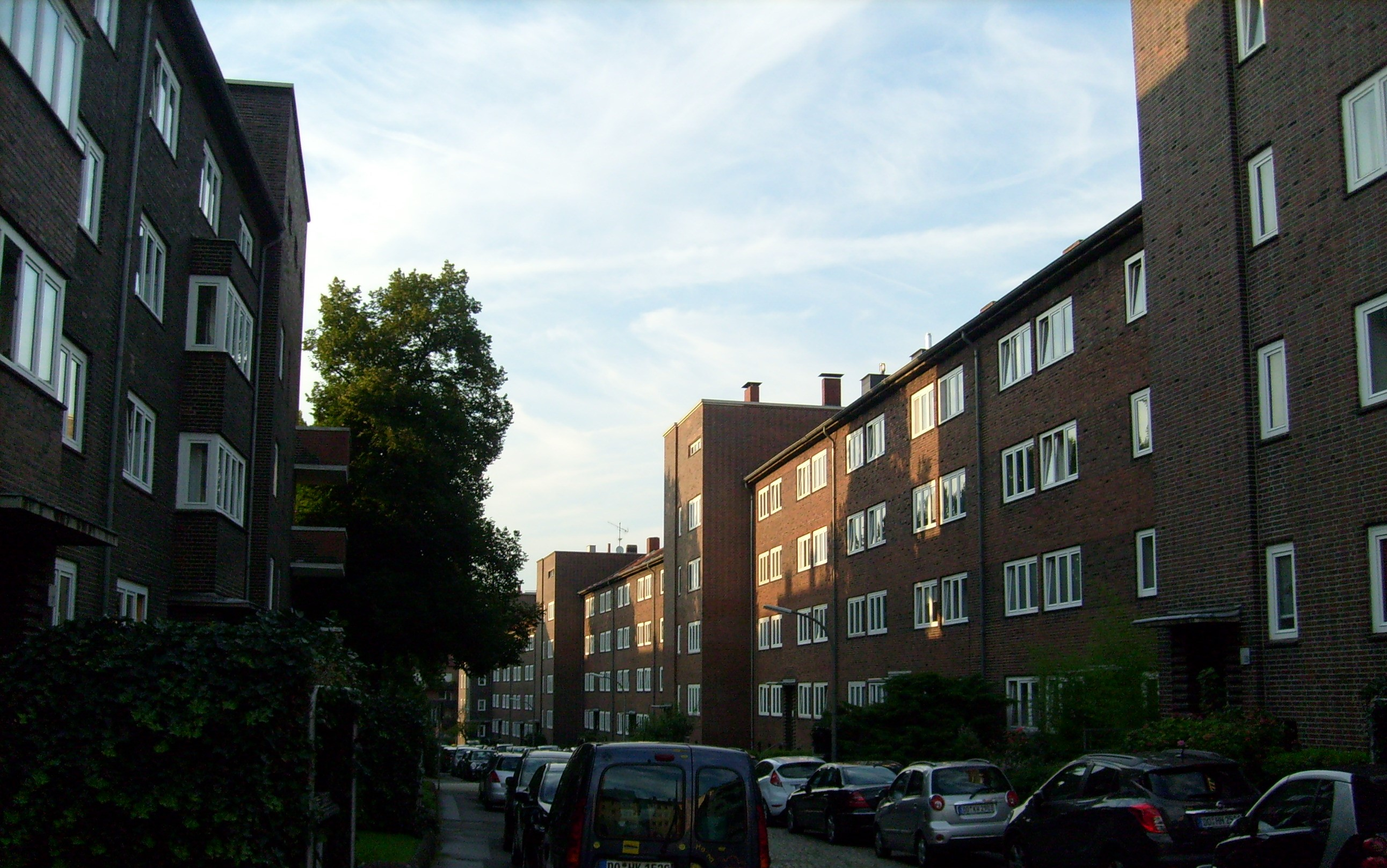
Kaiserblock
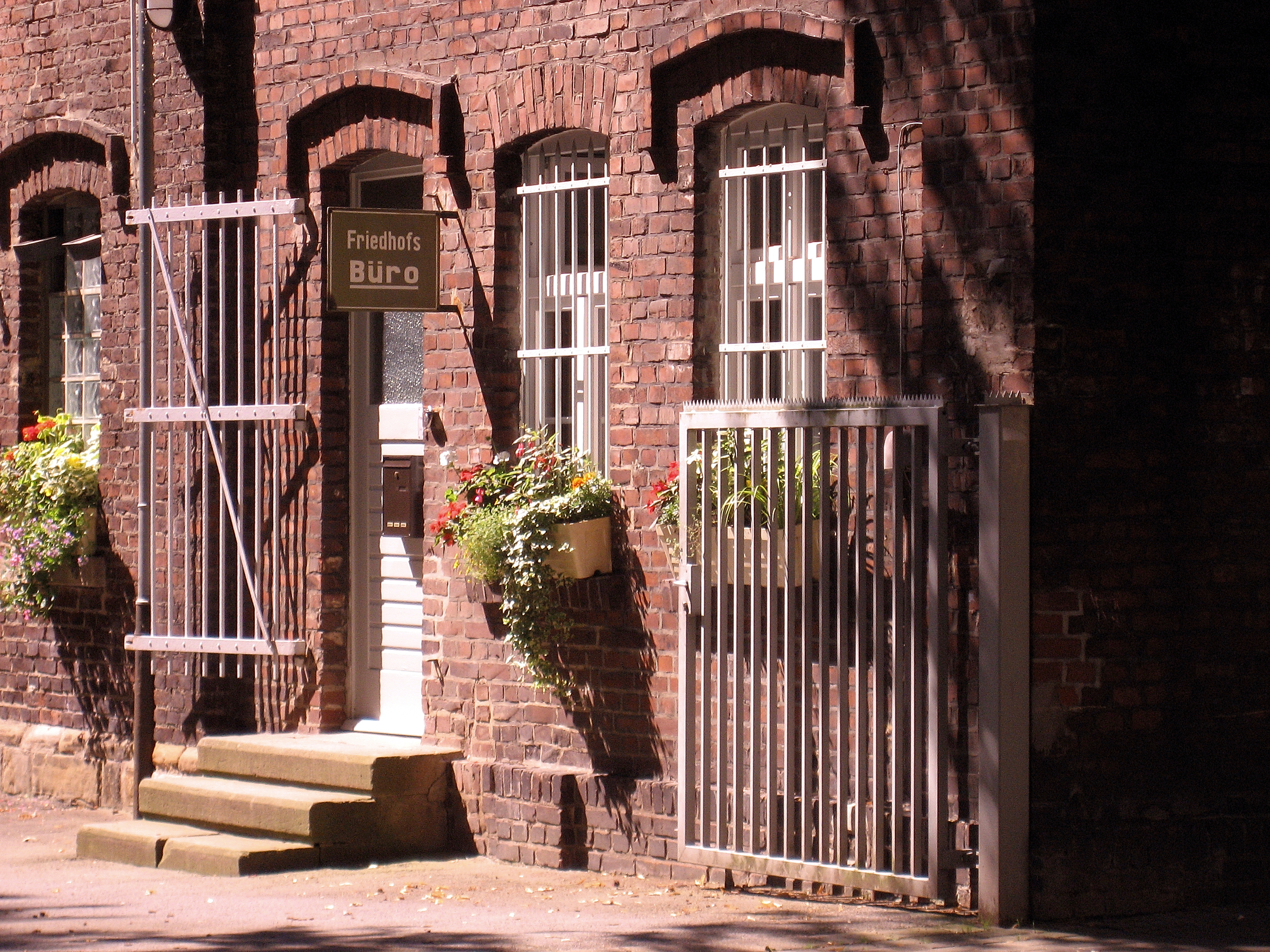
Ostpark Friedhofsbüro
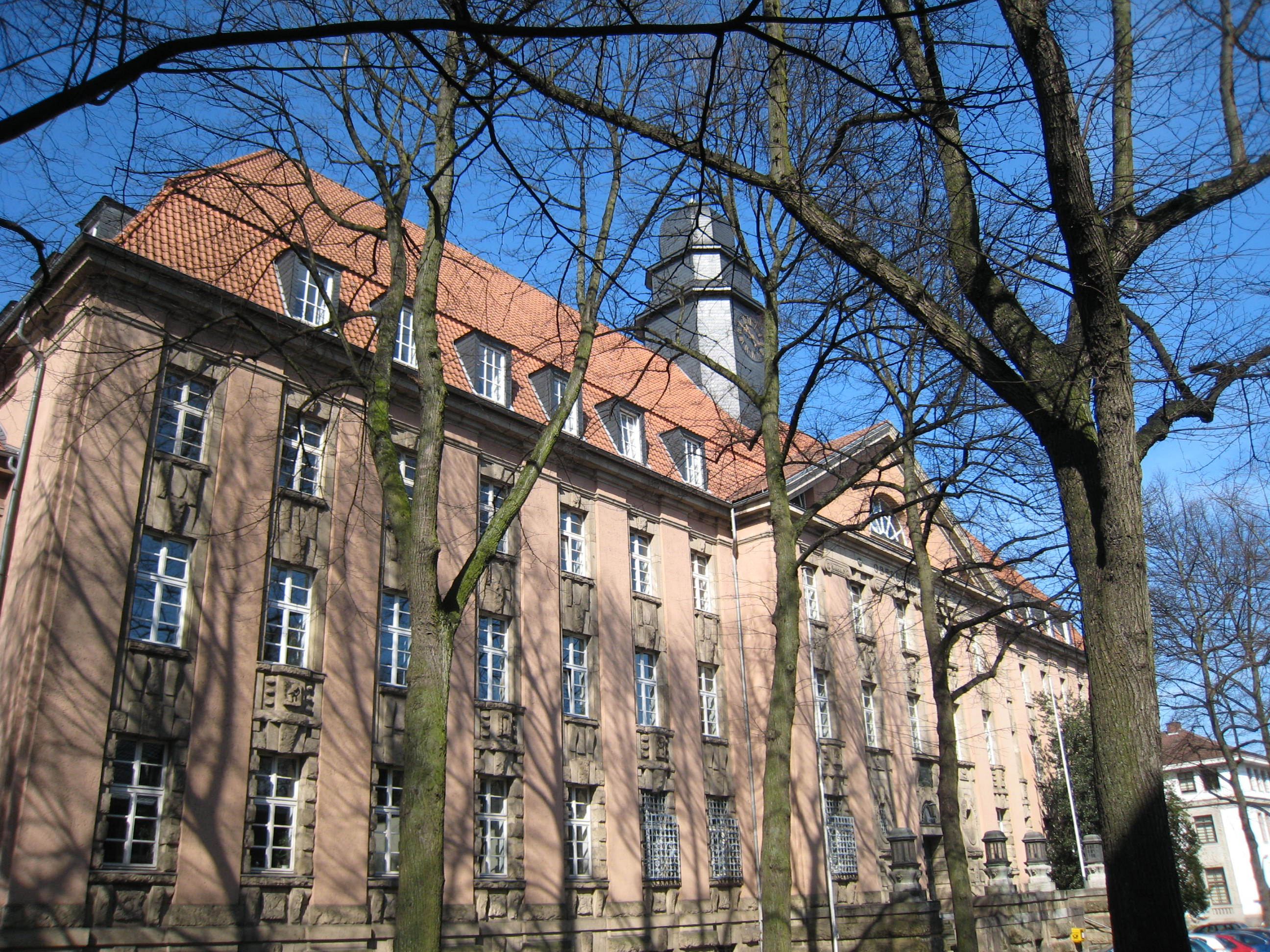
Landesoberbergamt
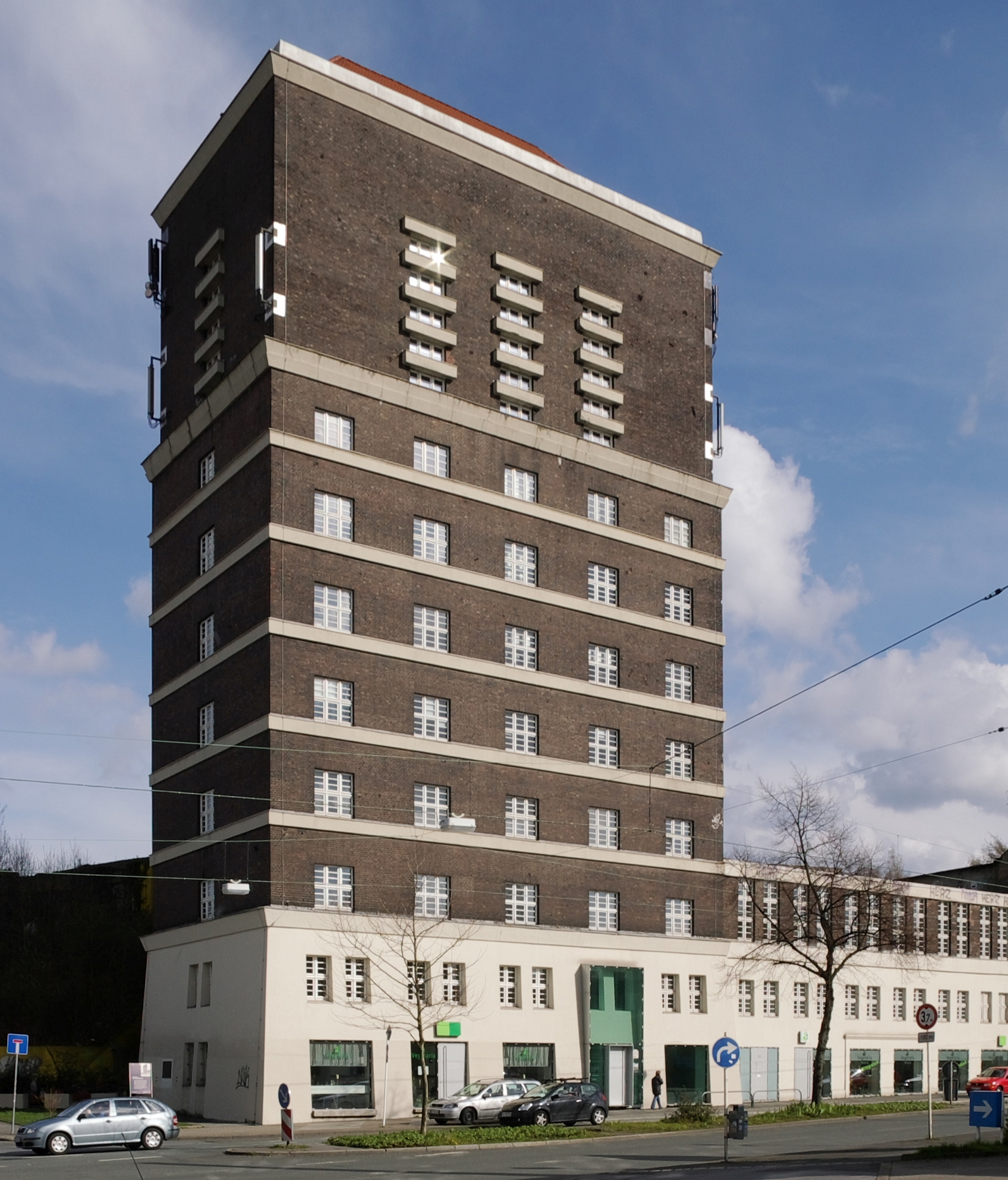
Wasserturm am Südbahnhof
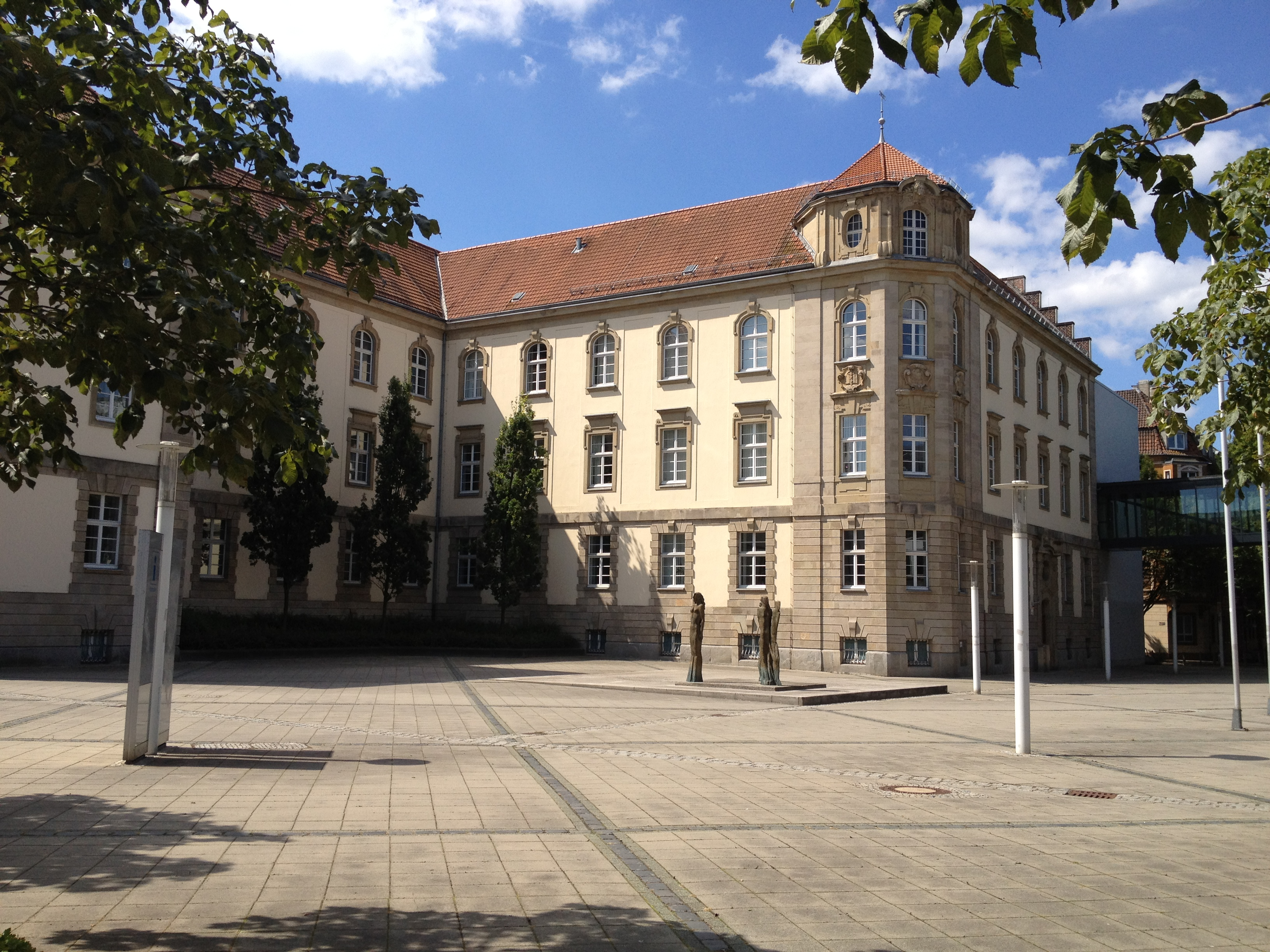
Amtsgericht Dortmund
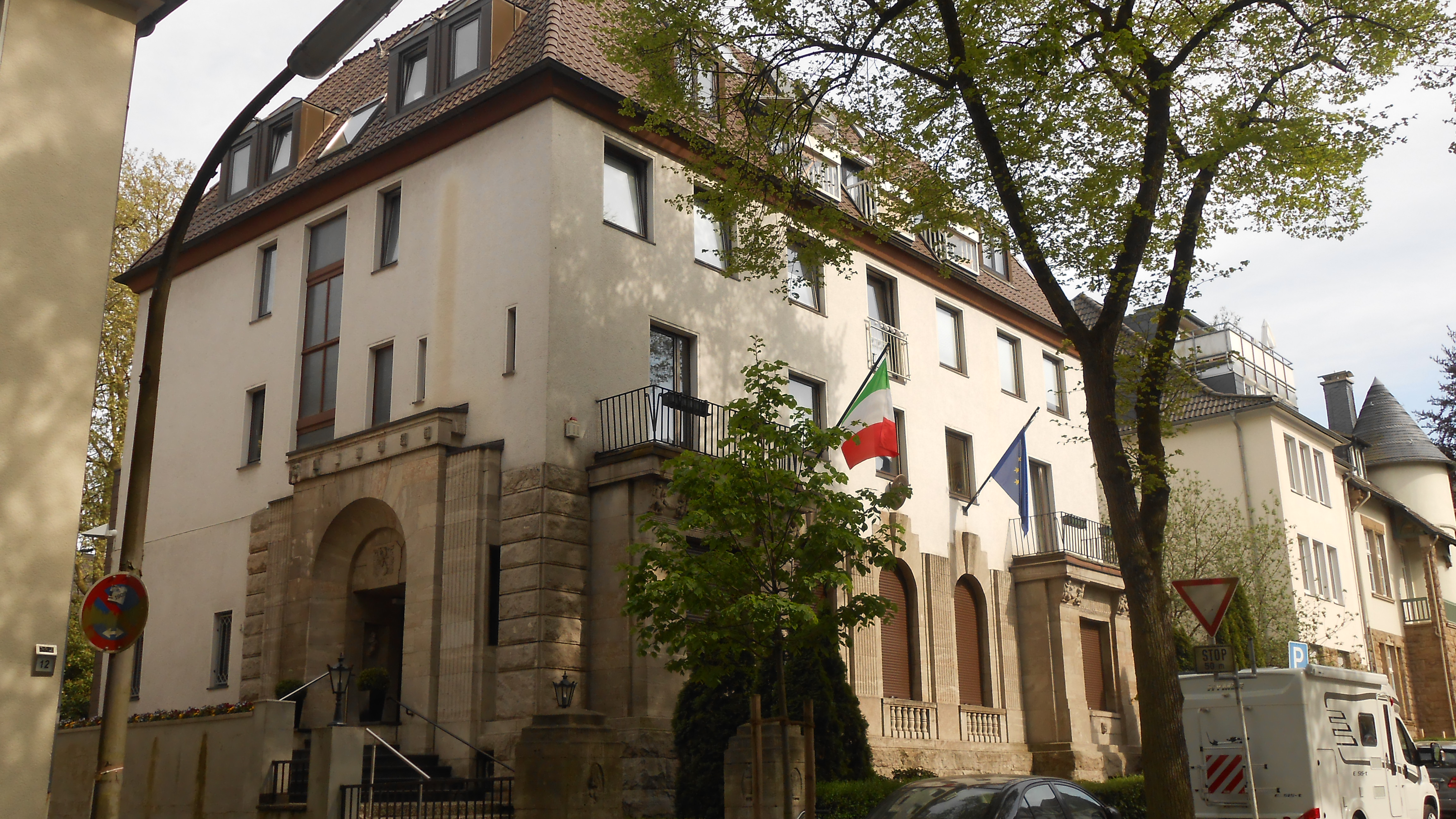
Italienisches Konsulat, Goebenstraße
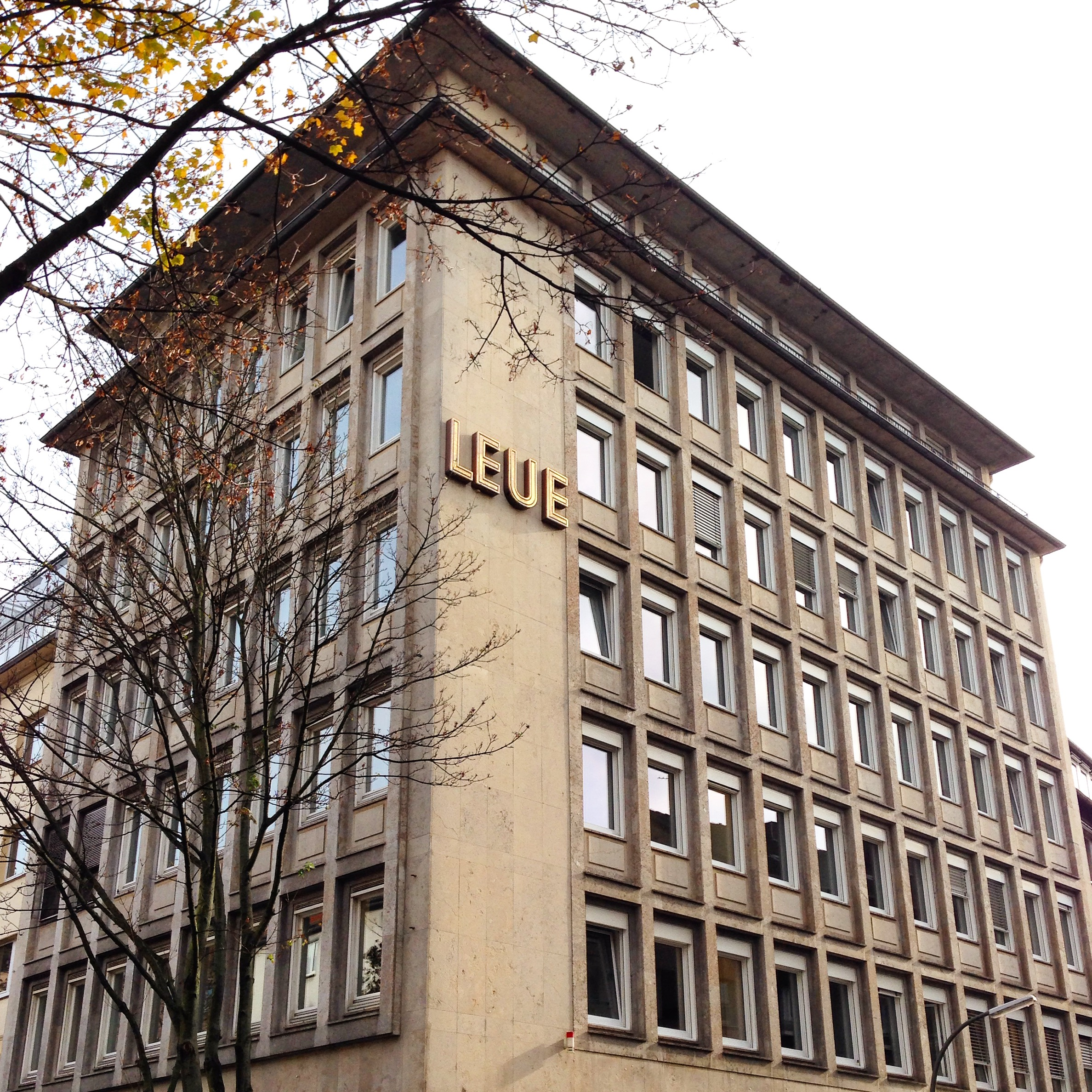
Versicherungsbau, Kaiserstraße
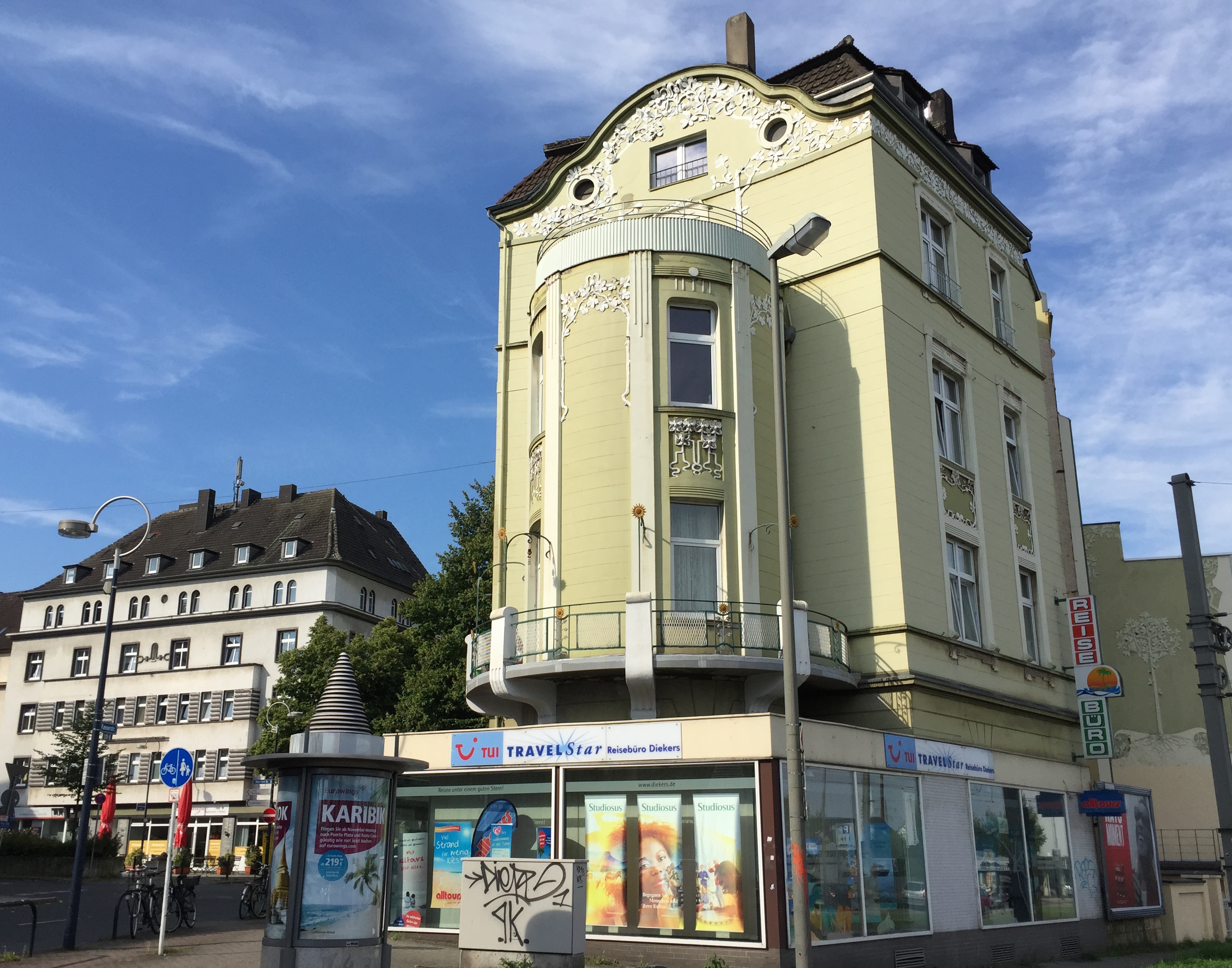
Gabelung Kaiserstraße/Hamburger Straße
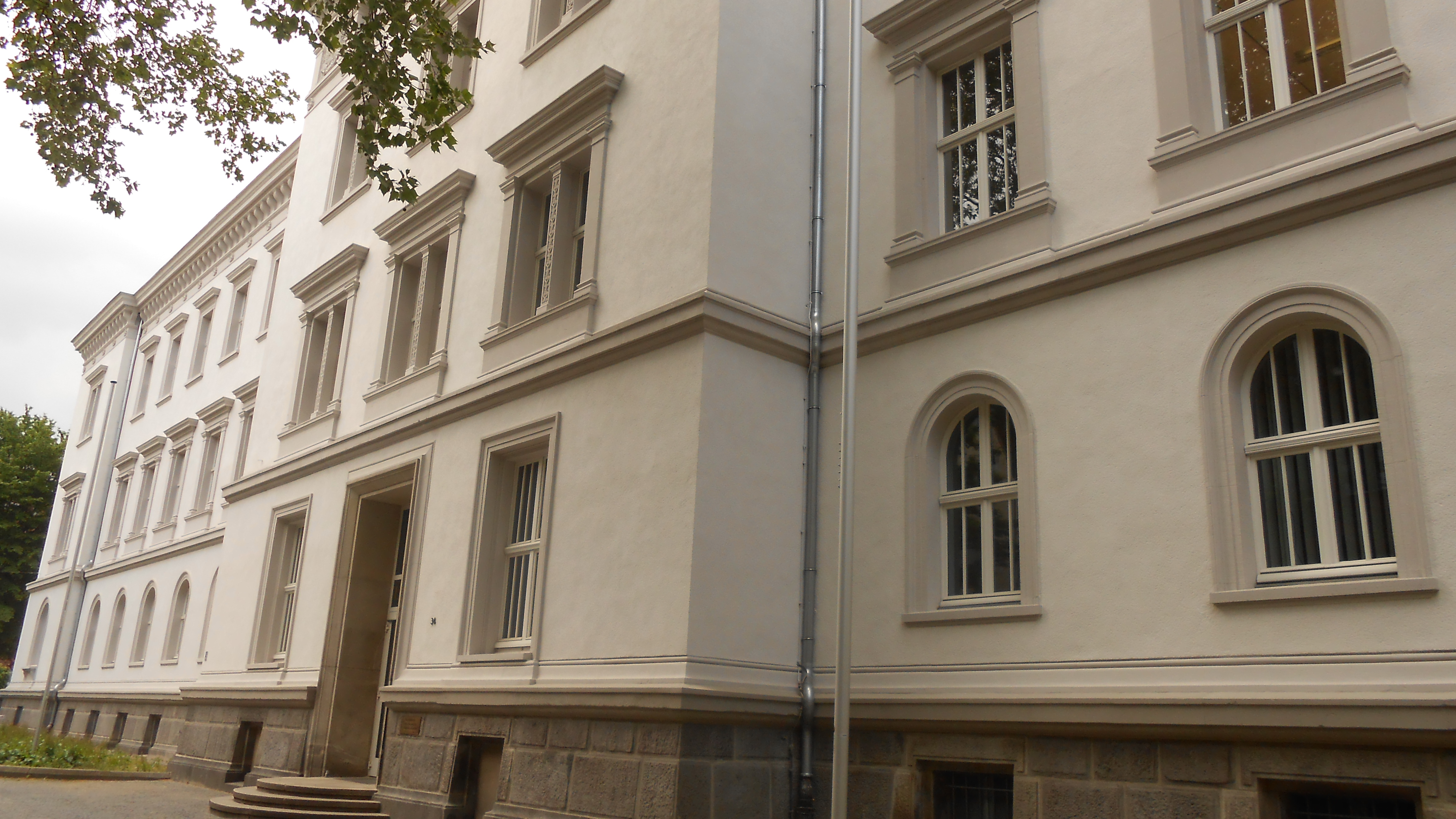
Landgericht Dortmund
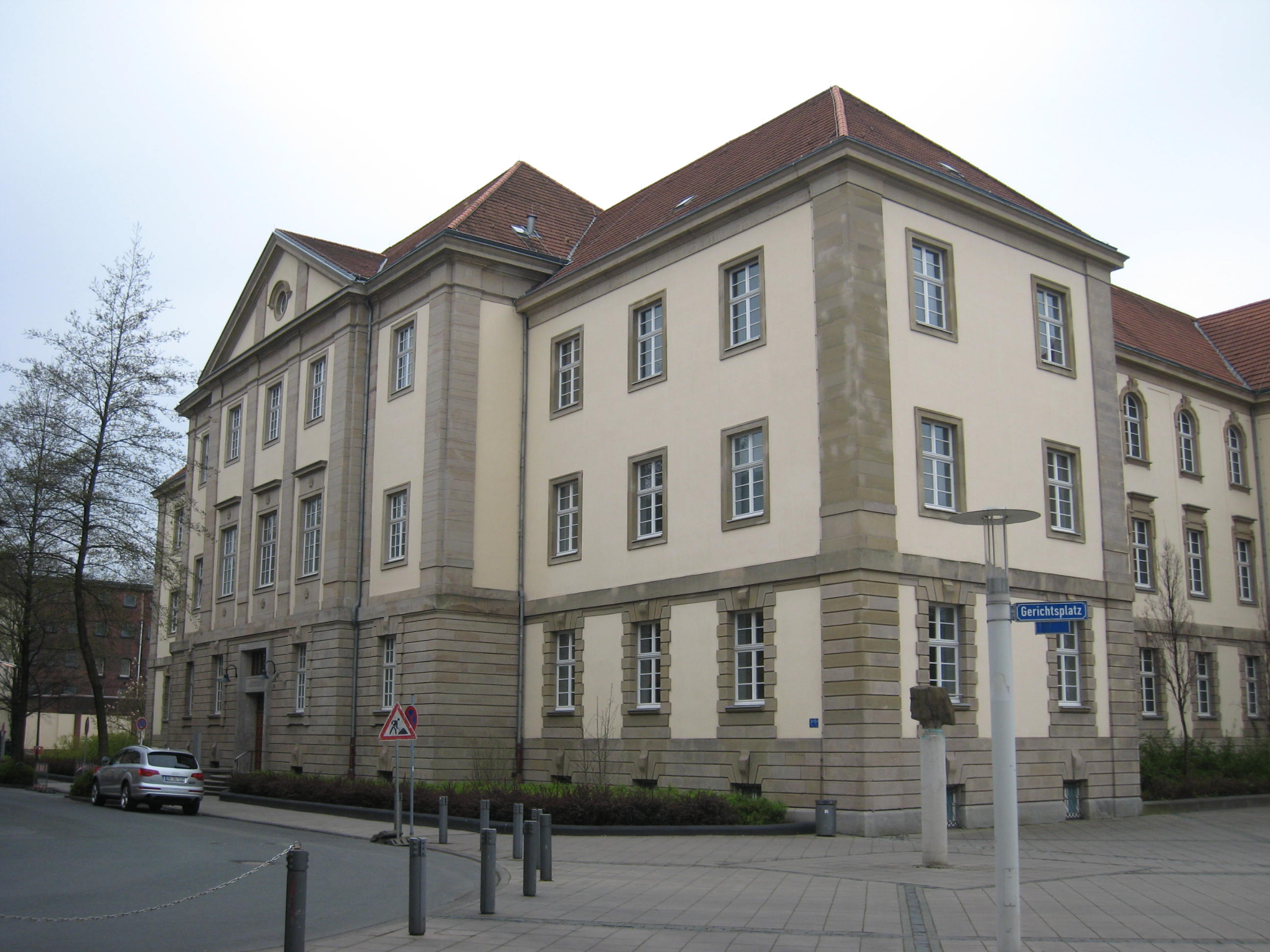
Gerichtsplatz 1
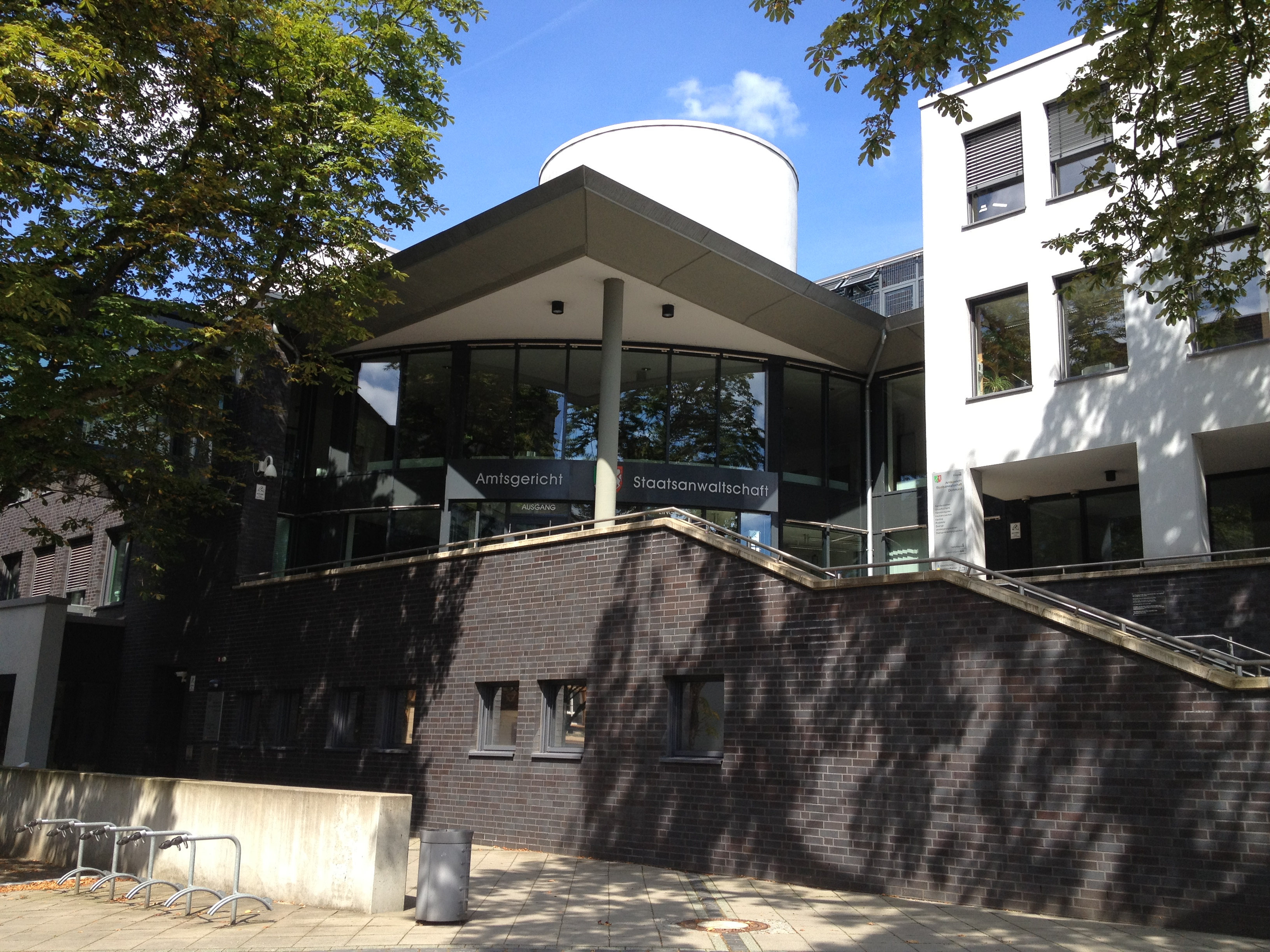
Staatsanwaltschaft Dortmund

## Bekannte Anwohner
- Christina Hammer (* 1990), Boxerin